# Dauphiné
Ne pas confondre avec l'entité administrative de la province du Dauphiné disparue en 1790.
Pour les articles homonymes, voir Dauphiné.
Le Dauphiné (/do.fi.ne/) est une région historique et culturelle, jadis nommée Viennois (parce que Vienne fut par le passé la capitale de toute cette ancienne province viennoise), située dans le quart sud-est de la France actuelle et dont le siège était Grenoble. Le Dauphiné de Viennois fut un État, sous l’autorité des comtes d’Albon, qui prirent le titre de dauphins. Cette entité apparaît dans l'ancienne Provence, et était une subdivision du Saint-Empire romain germanique, de ses origines admises au XIe siècle, jusqu'à son rattachement en 1349 au royaume de France. En 1343, le roi de France Philippe VI de Valois avait décidé, lors de son séjour à Sainte-Colombe, et acté par lettres patentes datées d’août de la même année, que, désormais, lui et ses successeurs, à qui appartiendra le Dauphiné, seront appelés Dauphins de Viennois. La province continue à l'époque de s'étendre et acquiert sa forme définitive au XVe siècle.
Le Dauphiné de Viennois devient alors la province du Dauphiné et conserve une certaine autonomie jusqu’en 1457.
À la Révolution française, la province se retrouve divisée en trois départements : la Drôme, les Hautes-Alpes et l’Isère. Durant les XIXe et XXe siècles, une partie de son ancien territoire est rattachée au département du Rhône.
Ses habitants sont les Dauphinois.

## Toponymie
Le nom de la province du Dauphiné, connue en latin sous le nom de Delphinatus Viennensis, pourrait provenir du grec « Δελφίνι », Dauphin. Cette hypothèse est toutefois contestée par certains historiens. Delphinus est cependant un prénom relativement répandu au Moyen Âge, lequel évoque saint Delphinus, également connu sous le nom de Delphin de Bordeaux. Quoi qu'il en soit, les souverains du pays viennois qui prirent ce titre usèrent d'un blason orné d'un dauphin qui les lient au royaume d'Arles, un état féodal qui s'étendait de la Bourgogne à la Méditerranée et lié à des héritages mythologiques gréco-latins moralisés et adaptés à l'univers mental de la chrétienté médiévale.
Dauphiné est attesté en 1285 pour désigner le territoire de la principauté, : sa première occurrence se trouve dans un traité conclu à Paris, le 25 janvier 1285, entre Humbert Ier et Robert II, duc de Bourgogne, au sujet de la succession de Jean Ier,.

## Géographie

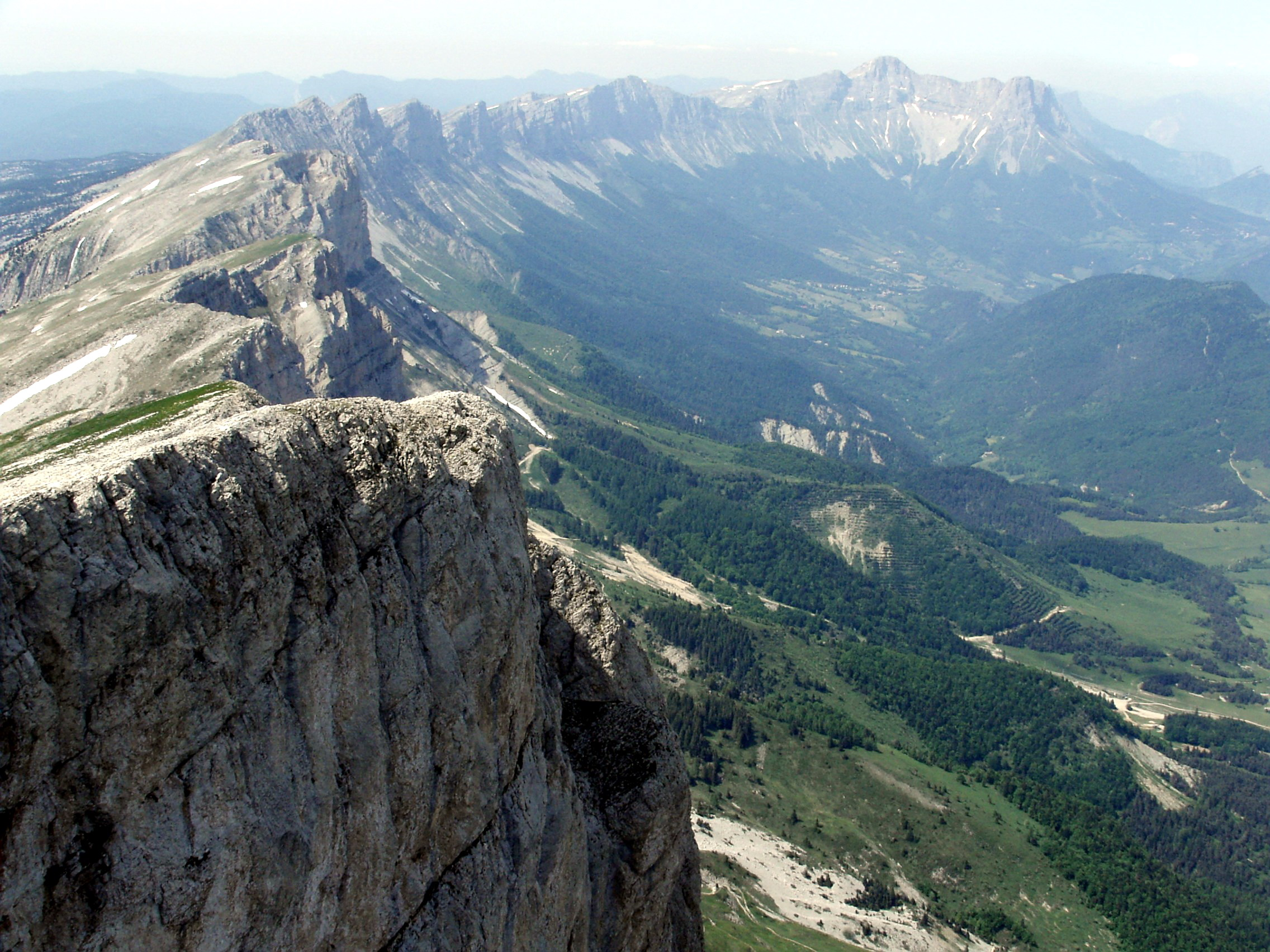
Massif du Vercors.

La province sous l'Ancien Régime avait pour limites : au nord, le Rhône, qui la séparait de la Bresse et du Bugey ; à l'est, la Savoie et le Piémont ; au sud la Provence et le Comtat Venaissin. La limite occidentale avec le Languedoc et le Lyonnais était marquée par le Rhône, depuis Saint-Paul-Trois-Châteaux jusqu'aux faubourgs de Lyon. La capitale du Dauphiné était Grenoble où siégeait le Parlement de la province. Vienne, siège d'un important archevêché couvrant la majeure partie du Dauphiné, en était le principal centre ecclésiastique.

Le Dauphiné dans ses limites du XVIII et les communes et départements actuels. La partie de la province qui fait aujourd'hui partie de l'Italie a été perdue en 1713 au profit du duché de Savoie.

La province offre des paysages variés entre les sommets alpins du Haut-Dauphiné (la barre des Écrins culmine à 4 102 mètres), les Préalpes (Vercors et Chartreuse), les rudes plaines du Viennois ou celles du Valentinois, qui affichent un caractère plus méditerranéen.
On divisait le Dauphiné en Bas-Dauphiné (plaines et secteurs vallonnés du nord-ouest et le long de la vallée du Rhône) et Haut-Dauphiné (Alpes et vallées intra-alpines). Durant l'Ancien Régime, le Dauphiné était également divisé en bailliages.

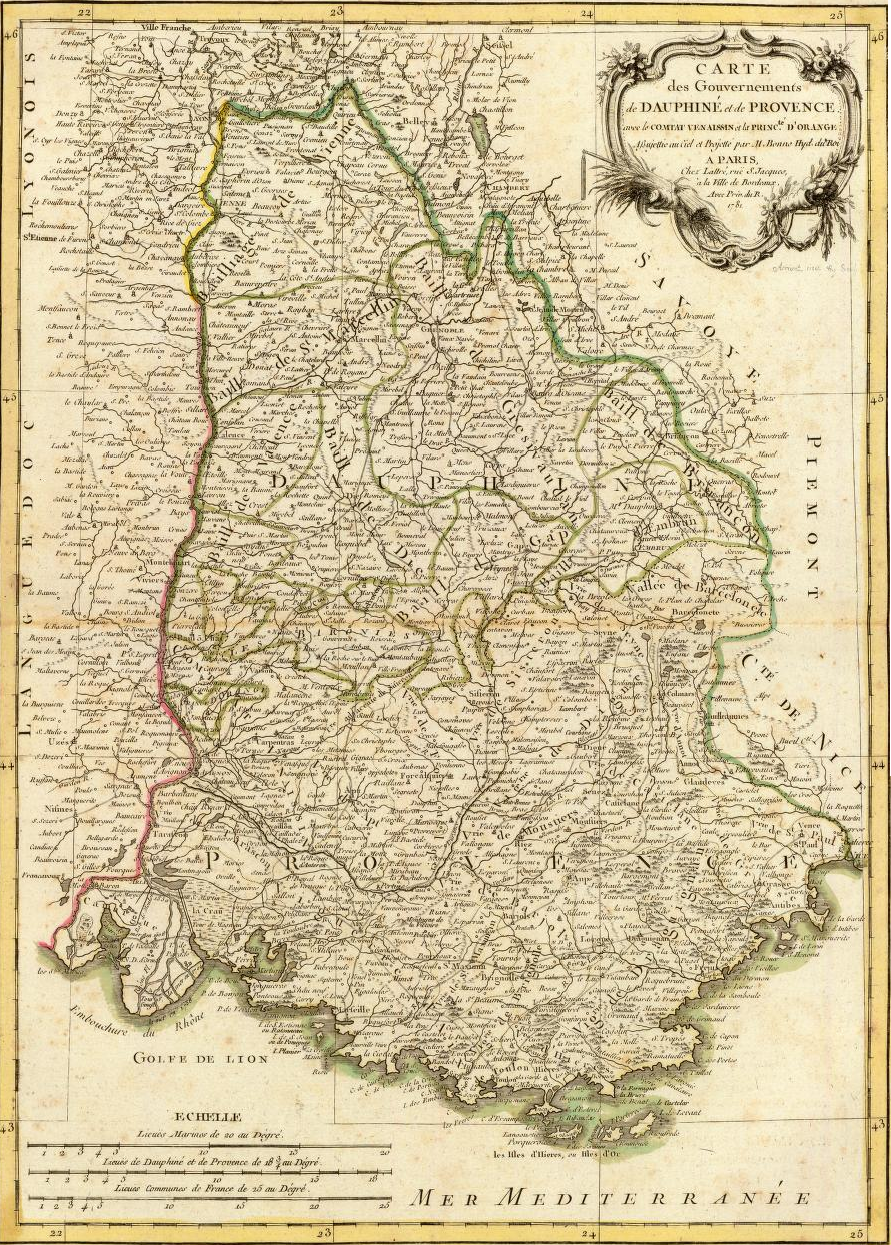
Les différents bailliages du Dauphiné sous l'Ancien Régime.

### Bas-Dauphiné

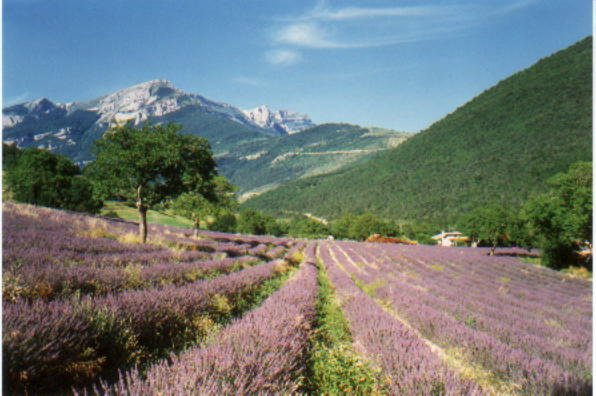
Champ de lavande à Chamaloc, dans le Diois.

Dans le Bas-Dauphiné, on distinguait :
- le Viennois, associant le comté de Vienne autour de la ville de Vienne (annexée en 1450 au royaume de France), le comté d'Albon et le Turripinois autour de la ville de La Tour-du-Pin, ainsi que le Royans ;
- le Valentinois avec la ville de Valence, comté annexé par Charles VI en 1404 ;
- le Diois, autour de la cité épiscopale de Die, comté également annexé en 1404 ; il inclut la région naturelle du Vercors ;
- le Tricastin, autour de la petite cité épiscopale de Saint-Paul-Trois-Châteaux.

La principauté d'Orange fut réunie au Dauphiné en 1734, mais la maison d'Orange-Nassau avait renoncé à ses droits sur le territoire dès 1713. En 1793 elle fut comprise dans le département de Vaucluse.

### Haut-Dauphiné

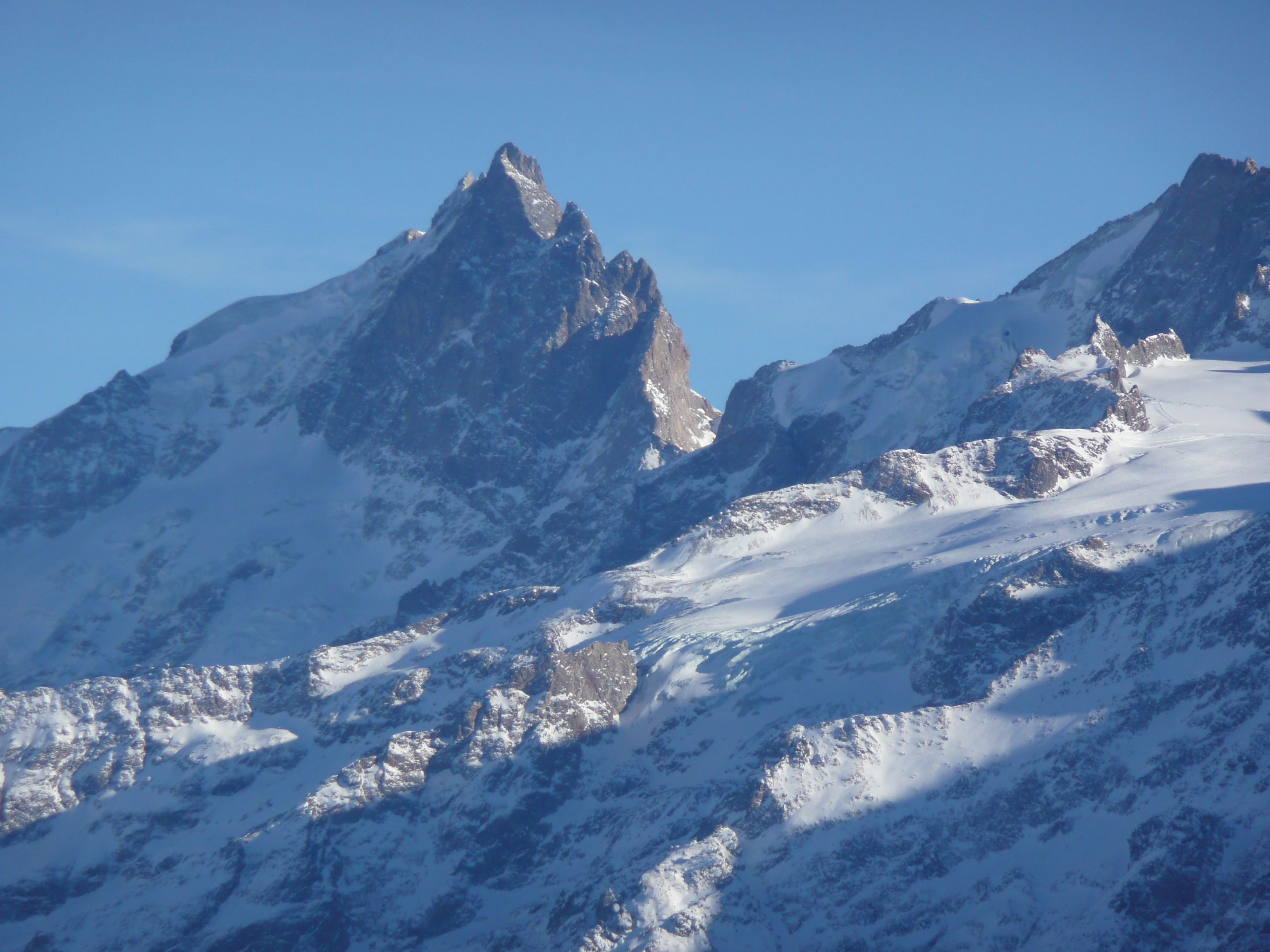
La Meije (3983 mètres), dans l'Oisans.

Dans le Haut-Dauphiné, on distinguait :
- les Baronnies, réunies au Dauphiné au début du XIVe siècle et comprenant les villes de Nyons et Buis-les-Baronnies ;
- le Gapençais avec la ville épiscopale de Gap, comté annexé en 1202 ; il inclut notamment les régions naturelles du Bochaine, du Champsaur et du Dévoluy ;
- l'Embrunais, autour de la cité épiscopale d'Embrun, comté également annexé en 1202 ; il englobe aussi le pays de Chorges et le Guillestrois ;
- le Briançonnais avec la ville de Briançon, comté annexé vers 1040 ; il inclut aussi le Queyras.
- le Grésivaudan, incluant la capitale, Grenoble, comté annexé en 1116 ; il inclut notamment les régions naturelles de l'Oisans, du Trièves, de la Matheysine, du Valbonnais et la vallée de la Gresse.

Pour compléter la description du Haut-Dauphiné, il faut mentionner l'actuel Dauphiné italien, qui appartenait au Briançonnais jusqu'en 1713 et comprenait les hautes vallées d'Oulx, Cluson et Varaita.

## Démographie
Les différents territoires du Dauphiné connurent une évolution démographique bien différente. En effet, les plaines du Bas-Dauphiné et les grandes villes bénéficièrent d'une forte augmentation de population durant le XXe siècle, avec le développement industriel et l’arrivée de travailleurs étrangers. À l’inverse, les territoires montagneux du Haut-Dauphiné subirent un exode important et la population de certaines régions diminua fortement, comme l’illustre le déclin démographique des Hautes-Alpes jusque dans les années 1950.
Actuellement, l’ensemble des territoires bénéficie d’une augmentation de population en raison du développement économique, de l’attractivité touristique mais aussi, pour le Nord-Isère, de l’attractivité de l’agglomération lyonnaise.
| Territoire                                    | 1801    | 1851      | 1901    | 1954      | 1975      | 1999      | 2007      | 2013      |
| --------------------------------------------- | ------- | --------- | ------- | --------- | --------- | --------- | --------- | --------- |
| Département de la Drôme                       | 235 357 | 327 000   | 297 000 | 275 280   | 361 847   | 437 657   | 473 428   | 494 712   |
| Département des Hautes-Alpes                  | 112 500 | 132 000   | 109 510 | 85 067    | 97 358    | 121 338   | 132 482   | 139 279   |
| Département de l’Isère                        | 413 109 | 578 000   | 544 243 | 587 975   | 860 339   | 1 092 778 | 1 178 714 | 1 235 387 |
| Communes dauphinoises du département du Rhône | -       | -         | 37 544  | 175 209   | 418 571   | 466 193   | 494 004   | 508 464   |
| Dauphiné                                      | 760 966 | 1 037 000 | 988 297 | 1 123 531 | 1 738 115 | 2 117 966 | 2 265 267 | 2 377 842 |
| Source[source insuffisante] : INSEE           |         |           |         |           |           |           |           |           |

On constate une relative stabilité de la population de la région jusqu'au milieu du XXe siècle, période à partir de laquelle la croissance devint extrêmement forte. Il convient toutefois de noter que de nombreuses communes du nord de la province (Villeurbanne, Bron, Saint Priest, Corbas, ou encore Feyzin, Vénissieux par exemple) furent cédées au département du Rhône au fil des années (4 communes en 1852, 23 communes en 1967 et 1 commune en 1971). En 2007, la population de ces communes était de 494 004 habitants. La densité du Dauphiné est de 113,65 hab/km2 avec une très nette différence entre la partie rhodanienne (1 232 hab/km2), le département de l’Isère (159 hab/km2), la Drôme (73 hab/km2) et des Hautes-Alpes (23 hab/km2).
Grenoble concentrait en 2009 près du quart de la population du Dauphiné. Valence constitue la deuxième grande métropole dauphinoise. Le Dauphiné bénéficie également d'un important réseau de villes moyennes réparties sur le territoire (Gap, Echirolles, Montélimar, etc.).

## Histoire

### Antiquité et Moyen Âge

#### Périodes gauloise et gallo-romaine

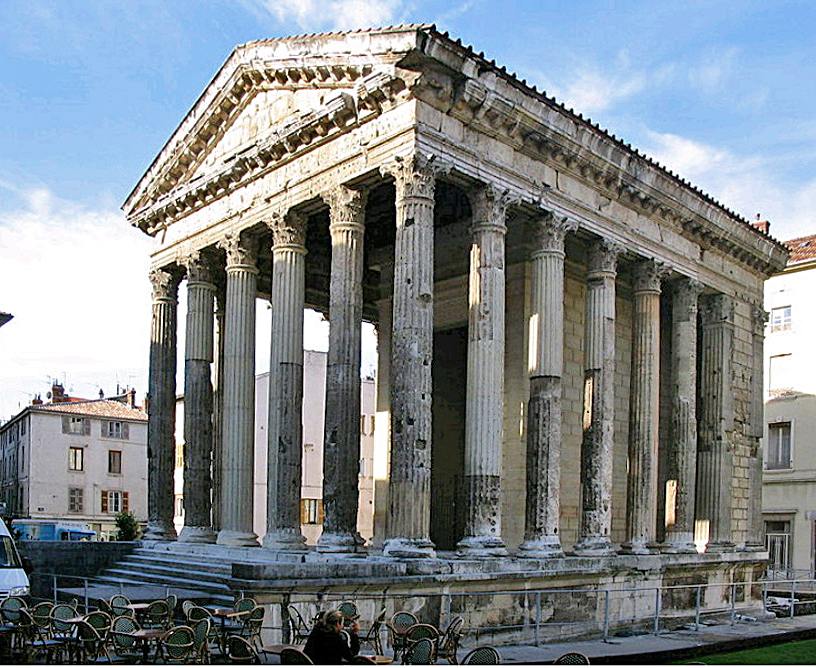
Temple d'Auguste et de Livie à Vienne.

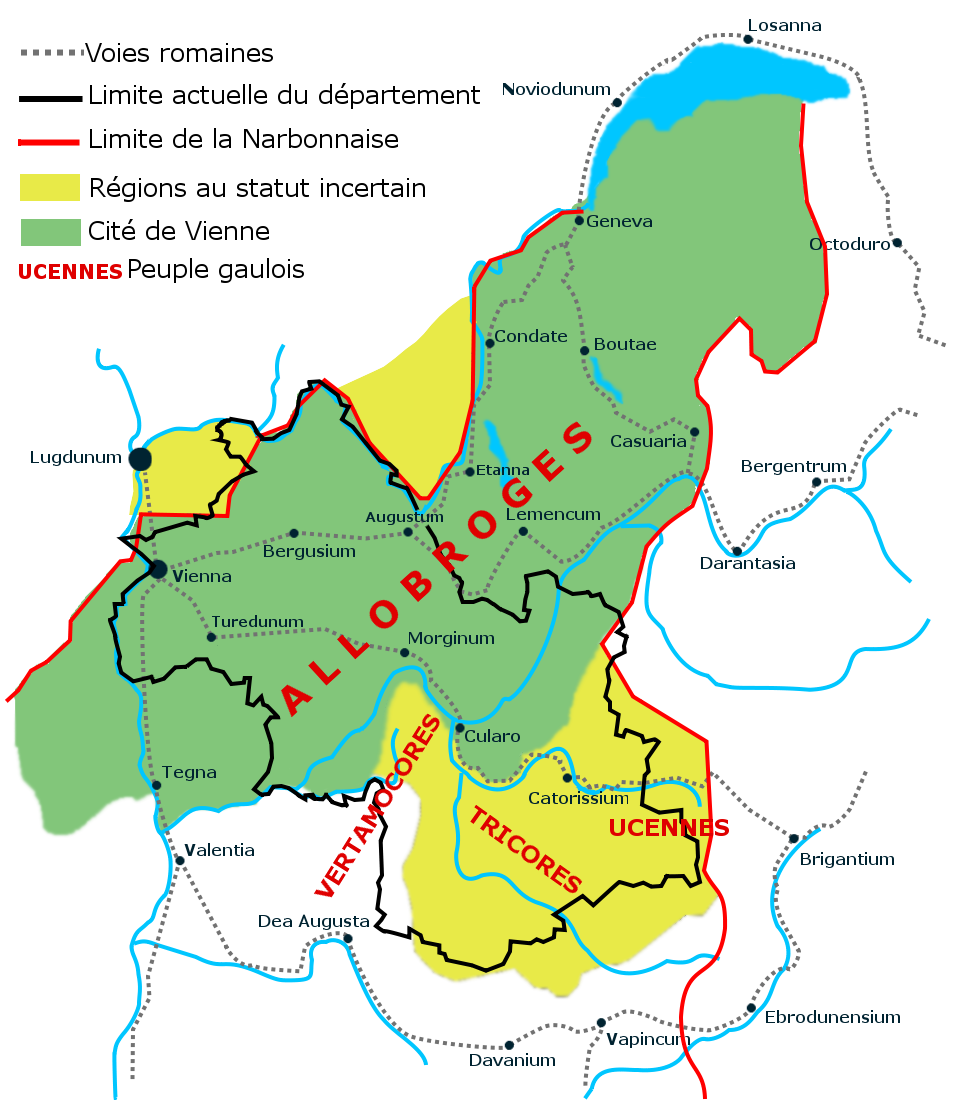
Peuples gaulois.

Le Dauphiné est occupé par les tribus gauloises des Allobroges, les Segovellaunes, les Voconces et les Tricastins. La capitale des Allobroges est Vienne ; les terres vont de Genève vers le sud, en passant par Grenoble (Cularo) qui n'est qu'un point de passage pour franchir l'Isère.
Au début de la deuxième guerre punique en 218 av. J-C., Hannibal conduit son armée de la province d'Hispanie (Espagne actuelle) jusqu'en Italie. Hannibal fait passer son armée par les Alpes. Son parcours est décrit par les historiens anciens Polybe et Tite-Live. La route exacte fait cependant l'objet de nombreux débats, sans qu'un consensus ait pu se dégager. Hannibal passe de façon certaine par le territoire des Allobroges, domaine assez vaste des Alpes du Nord.
Le point de départ de la traversée des Alpes est le confluent du Rhône et d’une rivière que Polybe nomme « Skaras » ou « Skaros », et que les traducteurs identifient comme étant l’Isère. Au confluent, les deux cours d’eau sont parallèles et entourent une bande de terre nommée « île » avant de se rejoindre. Tite-Live donne d’autres précisions géographiques, et mentionne notamment qu'il a reçu du ravitaillement de la part des Allobroges.

« Près de là se trouvent les Allobroges, peuple qui ne le cède, en puissance, en renommée, à aucune nation de la Gaule. Il était alors divisé par la querelle de deux frères qui se disputaient la couronne. L'aîné, nommé Brancus, d'abord possesseur du trône, en avait été chassé par son frère et par les jeunes guerriers du pays, qui, à défaut du droit, faisaient valoir la force. La décision de ce démêlé, survenu si à propos, fut remise à Hannibal: nommé arbitre des deux princes, il rendit l'empire à l'aîné, d'après l'avis du sénat et des chefs. Brancus reconnaissant fournit aux Carthaginois des provisions de toute espèce, et surtout des vêtements, que le froid si rigoureux des Alpes rendait indispensables. Les dissensions des Allobroges apaisées, Hannibal, qui se dirigeait vers les Alpes, n'en prit pas encore directement le chemin. Il se détourna sur la gauche vers le pays des Tricastins, et, côtoyant l'extrême frontière des Voconces, il pénétra sur le territoire des Tricorii, sans éprouver sur sa route aucun retard, jusqu'aux bords de la Durance. »

— Tite-Live
Le pays des Allobroges est conquis par les Romains bien avant l'expédition de César en Gaule. Il est incorporé à la province narbonnaise. Vienne est érigée en colonie romaine et devient une des cités les plus importantes de Gaule.
Les premières traces du Christianisme dans la province remontent au IIe siècle. Les groupes de chrétiens se trouvent alors essentiellement à Vienne. Ils s’étendent à l’ensemble du Dauphiné au IVe siècle. Les plus connus des prédicateurs sont saint Mamert de Vienne, qui institue les rogations, et saint Marcellin.

#### Vers la féodalité

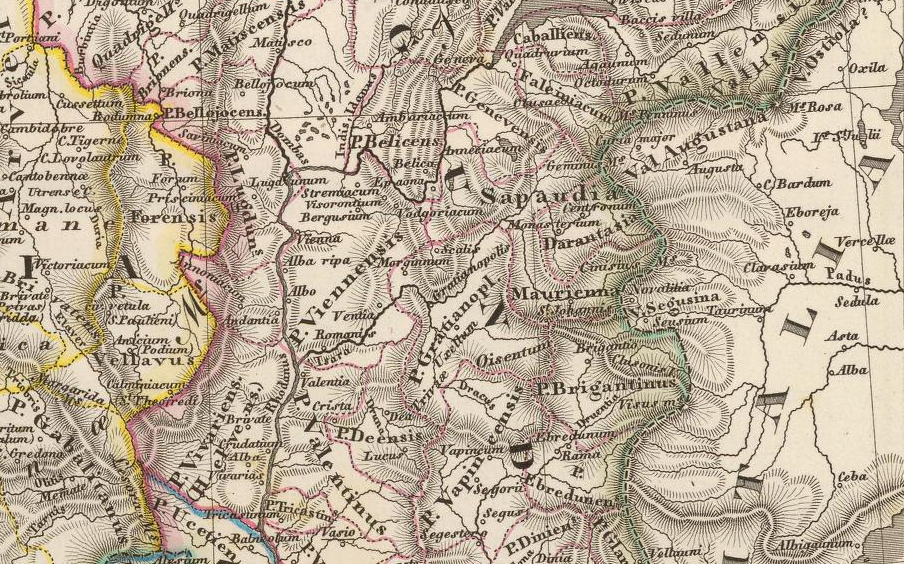
Pagi sous l'époque carolingienne, dans l'actuelle région Rhône-Alpes. On retrouve sur cette carte, les pagi dauphinois : le pagus Viennensis (le Viennois), le pagus Gratianopolitanus (le Grésivaudan), le pagus Valentinus (le Valentinois), le pagus Deensis (le Diois), le pagus Brigantinus (le Briançonais) et le pagus Vapincensis (le Gapençais).

Le Dauphiné connaît diverses invasions. Wisigoths et Alains pillent de nombreuses cités (Valence, Montélimar…). Les Burgondes s'installent dans la région en 442, et choisissent Vienne, qui gardait son prestige de grande cité romaine, pour capitale de la Bourgogne.
Vers 740, les Sarrasins font de nombreuses incursions dans la région. Vienne et Grenoble souffrent de lourds pillages jusqu'à leur expulsion définitive probablement au cours de l'épiscopat d'Isarn de Grenoble, grâce à l'intervention de familles étrangères comme les Lombard ou les Alleman, de même que les Aynard de Domène (Montaynard),.

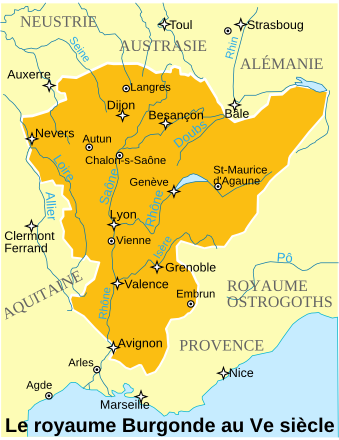
Le royaume Burgonde au Ve siècle.

Au traité de 843, la région se trouve intégrée au royaume de Lothaire. En 855, elle passe à Charles de Provence. En 863, à la mort de ce dernier, Lothaire II impose son autorité sur le comté de Vienne, mais quand il meurt (869) Charles le Chauve et Louis le Germanique se partagent ses possessions au traité de Meerssen (870), par lequel le comté de Vienne revient à Charles. Celui-ci se proclame empereur en 875, à la mort de Louis II d'Italie.
Mais à la mort de son fils, Boson, gouverneur de Vienne, se fait proclamer roi de Bourgogne en 879. Avec le royaume de Provence se forme alors le royaume d'Arles qui demeure indépendant jusqu’en 1032, date à laquelle il est intégré au Saint-Empire romain.
Cependant, l’éloignement du suzerain favorise l’établissement de la féodalité. Apparaît alors dans la région une foule de petits États laïcs et ecclésiastiques. La formation du Dauphiné est alors l’œuvre des comtes d’Albon, plus tard Dauphins de Viennois, qui ont l’habileté de réunir peu à peu sous leur autorité toutes les seigneuries voisines de leurs domaines respectifs.

#### Le concile de Vienne (1311-1312)
Le fait majeur marquant Vienne comme ville d'Empire est le concile de Vienne qui siège entre le 1er octobre 1311 et le 11 mai 1312. Environ cent dix prélats (sur les trois cents conviés) venus de toute la chrétienté, le pape Clément V, le roi de France Philippe le Bel ainsi que ses fils, Louis d'Évreux frère du roi, Enguerrand de Marigny, Guillaume de Nogaret et Plaisians, ainsi qu'une multitude de barons et de chevaliers venus de France, sont présents pour ce qui précède à l'abrogation de l'ordre des Templiers, comme demandé dans la bulle pontificale Vox in excelso, le 22 mars 1312. Par la bulle Ad providam Christi Vicarii du 6 mai 1312, Clément V attribue les biens du Temple aux Hospitaliers. Le 6 mai 1312, le pape promulgue une autre bulle, Considerantes dudum, fixant le sort des Templiers, en les divisant en deux catégories : ceux qui ont avoué et les autres.

#### L'État ducal (1040-1349)
Les comtes d'Albon parviennent, dans l'ordre féodal, à s’élever au-dessus des autres seigneurs et à acquérir la supériorité sur la région. Leur histoire commence de manière certaine en 1040, sous le règne de Guigues Ier le Vieux, seigneur d'Annonay, qui possède en outre Cheyssieu et le Champsaur. Sa puissance augmente considérablement lorsqu’il acquiert une partie du Viennois, le Grésivaudan et l'Oisans. L'empereur Conrad II le Salique lui donne également le Briançonnais, tandis qu'Humbert Ier de Savoie, premier comte de Savoie, reçoit la Maurienne. La Savoie et le Dauphiné se forment côte à côte. Celui-ci est alors un État quasi indépendant, faisant partie du Saint-Empire romain.

Blason du Dauphiné avant son annexion (le blason du Dauphiné ne comportait à la base que le dauphin de Méditerranée).

À cette époque, les comtes prennent une décision importante pour l’unité de leurs domaines. En effet, ils choisissent Grenoble, ville de médiocre importance en ce XIe siècle, pour capitale. Ils auraient pu céder à la tentation de Vienne, l’ancienne métropole romaine. Ce choix fondamental leur permet de garantir leur autorité à la fois sur le Bas et sur le Haut-Dauphiné. Cependant, les territoires respectifs du Dauphiné et de la Savoie se chevauchent à cette époque (ainsi, le Faucigny appartient au premier tandis que la seconde possédait Voiron et la Côte-Saint-André). Cet enchevêtrement est source de nombreux conflits entre les deux maisons.
Au XIIe siècle, les comtes d'Albon prennent le titre de dauphins de Viennois. Le comté d'Albon prend alors le titre de Dauphiné.
Le dernier dauphin indépendant, Humbert II, parvient à assurer la paix avec les Savoyards. Le visage mince éclairé d’yeux clairs, Humbert II fascine autant qu’il intrigue. « C’est un personnage ambigu, résume l’historien René Verdier. Soit on le considère comme un humaniste aux nobles ambitions, soit comme un velléitaire, qui a raté tout ce qu’il a entrepris ». Cet intellectuel, élevé à la cour de Naples, rêvera ainsi de reconstituer une nation, à l’image de feu le royaume de Bourgogne. Il agrandit la province avec l'acquisition de Romans. Il tenta également, sans succès, de substituer son autorité sur Vienne à celle de l'archevêque. Il modernise l’État, créé le Conseil delphinal (1337), qui garantit à son peuple un grand nombre de privilèges, ainsi que l'université de Grenoble (1339), qui n’entrera vraiment en activité que des années plus tard. Cependant, Humbert II était très dépensier et s'endetta ; en 1338, il offrit de vendre ses possessions à son voisin d'Avignon, le pape Benoît XII : chacune des deux parties fit mener une enquête dans le territoire proposé, entre décembre 1338 et juin 1339, afin d'en estimer la valeur (enquête papale et enquête delphinale) ; mais la transaction ne se fit pas. En 1343, Humbert II nomma Henri de Villars vicaire du Dauphiné (dont il sera de fait le premier gouverneur). Il établit également, en 1349, le « Statut delphinal », sorte de Constitution garantissant les libertés des Dauphinois.

#### Réunion à la France (1349)

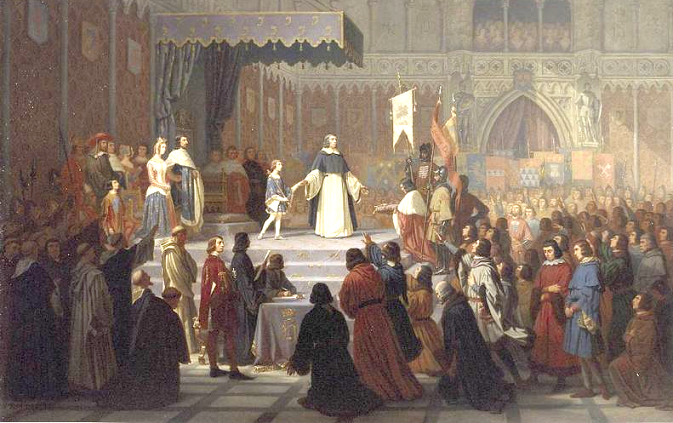
Peinture d'Alexandre Debelle, 1847, ou l'abdication d'Humbert II, en 1349. Le dauphin, endetté, cède et confie la principauté au roi de France.

Humbert II eut goût à la vie fastueuse et dépensa des sommes considérables, jusqu'à ne plus pouvoir s'acquitter de ses dettes. Il se trouva sans héritier, son fils étant mort à l'âge de deux ans. Depuis 1337, il cherchait à vendre le Dauphiné, et Robert d'Anjou, roi de Sicile et Comte de Provence, avait sa préférence sur le roi de France, car il se sentait plus angevin que français. Mais l'affaire ne réussit pas, car on ne lui proposait que 100 000 florins. Après une mise à prix de 120 000 florins, un second marchandage a lieu (1338-1339) avec le pape Benoît XII : au début, tout marche à souhait, mais l'enquête des commissaires pontificaux sur les revenus du domaine delphinal aboutit au constat que le prix en est surévalué, et la vente échoue. La troisième est la bonne, Humbert étant très endetté (il sera excommunié par le pape, en 1341, pour non paiement de ses dettes). Philippe VI de Valois, roi de France, tirant profit de la situation, Humbert finit par lui vendre le Dauphiné pour 200 000 florins, le 30 mars 1349, par le traité de Romans, négocié par son protonotaire, Amblard de Beaumont, Humbert de Villars ainsi que Humbert de Choulay et Humbert Pilati. Du côté de l'acheteur, ce sont le Duc de Normandie, Jean II, fils aîné du roi de France, Guillaume Flotte, chancelier de France, Jean Richer, chevalier Béranger de Montaut, Pierre de Cugnières et Clément VI qui prennent part à la négociation. La vente conclue, le roi Philippe VI devait, comme il l'avait décrété en 1343 par lettre patente donnée à Sainte-Colombe, prendre le titre de dauphin, qui reviendra également à tous ses successeurs à qui appartiendra le Dauphiné. La France reconnaît une certaine autonomie à la province.

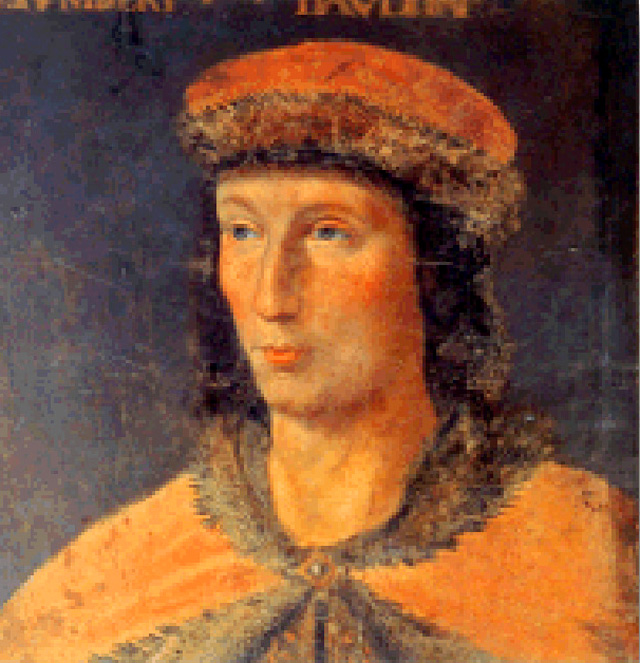
Le dauphin Humbert II.

La cérémonie officielle a lieu à Lyon, le 16 juillet 1349. Humbert II remet à Charles de Normandie (futur Charles V) le sceptre, la bannière, l'anneau et l’ancienne épée du dauphin. À cette époque, Humbert II porte également les titres de « prince du Briançonnais, duc de Champsaur, marquis de Césane, comte de Vienne, d'Albon, de Grésivaudan, d'Embrun et de Gapençais, baron palatin de La Tour, de La Valbonne, de Montauban et de Mévouillon », qu'il transmet également à la France. Dès lors, le Dauphiné est réservé à l'héritier du trône de France. Charles réside quelques mois à Grenoble et visite son nouveau territoire. D'autre part, cette annexion entraîne la création des États du Dauphiné. Les nouveaux dauphins ne résidant pas en permanence dans la province, des gouverneurs sont successivement nommés.
Chrétien fervent, Humbert II prend l’habit de dominicain en 1349 et meurt six ans plus tard, à 43 ans.
A cette époque, le Dauphiné n'a pas encore sa forme définitive. Le Valentinois et le Diois sont indépendants, la Savoie détient de nombreux territoires en Bas-Dauphiné, Vienne appartient à l'archevêque, et, à Grenoble même, l'autorité est partagée avec l'évêque de la cité. La province recouvre également des territoires extérieurs (le Faucigny, Oulx, La Valbonne, Cézanne, Château-Dauphin). En 1355, un traité avec la Savoie permet au Dauphiné de reprendre Voiron et la Côte-Saint-André en échange du Faucigny. Louis d'Anjou, frère de Charles V, tente en 1364, puis en 1371, de prendre le contrôle du Dauphiné : sans succès. D'autre part, en 1378, le gouverneur Charles de Bouville (1370-1385) siège à Vienne et se fait prêter hommage pour le Valentinois (annexion définitive avec le Diois en 1423).

#### Guerre de Cent Ans (1337-1453)
La noblesse dauphinoise prend part aux événements de la guerre de Cent Ans, notamment lors des batailles de Poitiers, d'Azincourt et de Verneuil (où meurt Henri le Roux, gouverneur du Dauphiné).
La province est également un enjeu de lutte. Profitant en effet de l'anarchie du royaume de Charles VII, le duc de Savoie Amédée VIII et le prince d'Orange Louis de Chalon, de connivence avec les Bourguignons et les Anglais, projettent d'envahir le Dauphiné en 1430. Cependant, lors de la bataille d'Anthon en juin 1430, les troupes dauphinoises, largement inférieures en nombre, remportent une victoire écrasante face aux troupes du prince d'Orange. La province est sauvée, l’invasion échoue.
Cependant, à cette époque, comme partout en France, la population a à souffrir des incursions des Grandes compagnies, routiers, Écorcheurs et autres mercenaires.
Peu après, le Dauphiné voit le rattachement du Valentinois et du Diois, ces deux territoires sis au sud de la rivière Isère - soit le département de la Drôme moins Nyons et les Baronnies -, à la couronne de France. « Jusqu'au XIVe siècle, ce vaste espace provençal formait deux comtés indépendants qui ne cessaient de guerroyer entre eux » explique René Verdier, maître de conférences en histoire médiévale à l'Université Pierre-Mendès-France de Grenoble, « le Valentinois, situé autour de Crest, était le fief laïque de la famille Poitiers-Saint-Vallier ; le Diois relevait, quant à lui, de l’évêque de Valence et de Die ».

#### Administration de Louis XI (1447-1456)
Louis, futur roi de France Louis XI, est le seul dauphin de France à résider dans sa province et à la gouverner, faisant de cette période son école du pouvoir. C'est véritablement sous son autorité que le Dauphiné s'intègre au royaume de France.
À son arrivée, le Dauphiné est encore un petit État archaïque, où les affrontements entre familles féodales (les Commiers, les Allemans…) demeurent récurrents. En arrivant en 1447, il se comporte en véritable souverain et renforce le pouvoir jusque-là purement nominal du royaume de France. Il interdit les guerres privées entre féodaux et oblige les nobles à lui rendre hommage. Par ailleurs, il simplifie l'administration territoriale, qui est alors un véritable puzzle de fiefs. Il transforme le Conseil delphinal en Parlement (le troisième du royaume après ceux de Paris et Toulouse). Il entreprend l'unité politique du Dauphiné : après s'en être pris aux nobles, il force l'archevêque de Vienne à lui prêter serment et fait de même avec les évêques de Grenoble et de Valence et l'abbaye de Romans. Il acquiert également Montélimar et la principauté d'Orange.
En outre, il développe l'économie et l'industrie de la province, fait réparer les voies de communication, institue des foires commerciales dans différentes villes, encourage l'exploitation des mines de fer. Il attire également la main d'œuvre étrangère, prend la communauté juive sous sa protection et créé l'université de Valence pour attirer des intellectuels. Il fait rédiger la première mise par écrit de l'histoire du Dauphiné par son proche conseiller au Conseil delphinal, Mathieu Thomassin, œuvre connue sous le nom de Registre delphinal. Asseyant son autorité, il cherche aussi à attaquer les libertés reconnues par le Statut delphinal en instaurant, par exemple, la gabelle, alors inexistante dans la province. Il lève également d'autres impôts sans consulter les États, entraînant de vifs mécontentements.
Doué d’un formidable appétit politique, le dauphin Louis complote contre son père, Charles VII. Tant et si bien que celui-ci envoie une armée récupérer la province. Le dauphin se réfugie alors, en 1456, dans le Brabant, chez les Bourguignons.
Charles VII reprend l'administration de la province en main. Il souhaite qu'on lui prête serment. Les États parlementent, sachant que leur autonomie est en jeu. Mais, le roi insiste et les États s'inclinent en 1457. Ils prêtent le serment demandé, marquant la fin de l'autonomie provinciale.
Louis de Laval (1448-1456) est le seul gouverneur nommé par le dauphin Louis.

### Époque moderne

#### Guerres d'Italie (1494-1559)
Une fois encore, la noblesse dauphinoise participe activement aux conflits militaires du royaume (c’est ainsi que trois cents d'entre eux combattent à Marignan). Elle acquiert alors une gloire immense mais est terriblement décimée, ce qui lui vaut le titre « d’écarlate de la noblesse française ». Le plus célèbre de ses représentants est Pierre Terrail de Bayard, chevalier Bayard (1476-1524), le « chevalier sans peur et sans reproche », né au château de Bayard à Pontcharra.
De nombreux conseillers dauphinois participent également à l'administration des territoires italiens conquis par les troupes françaises.
Par sa situation géographique, le Dauphiné est une étape et un cantonnement militaire sur la route de l'Italie. À cette occasion Charles VIII, Louis XII et François Ier viennent régulièrement séjourner à Grenoble. Mais, le passage des armées est une lourde charge pour la population, qui connaît aussi les pillages de la part des soldats et doit subir des épidémies.
Parmi les gouverneurs du Dauphiné au XVIe siècle, Gaston de Foix-Nemours (1509) s'illustrera comme capitaine des armées d'Italie et Antoine de Bourbon-Vendôme (1562), roi-consort de Navarre et père du futur Henri IV, remplacé à sa mort (1562) par le duc de Nemours.

#### Guerres de Religion (1562-1590)

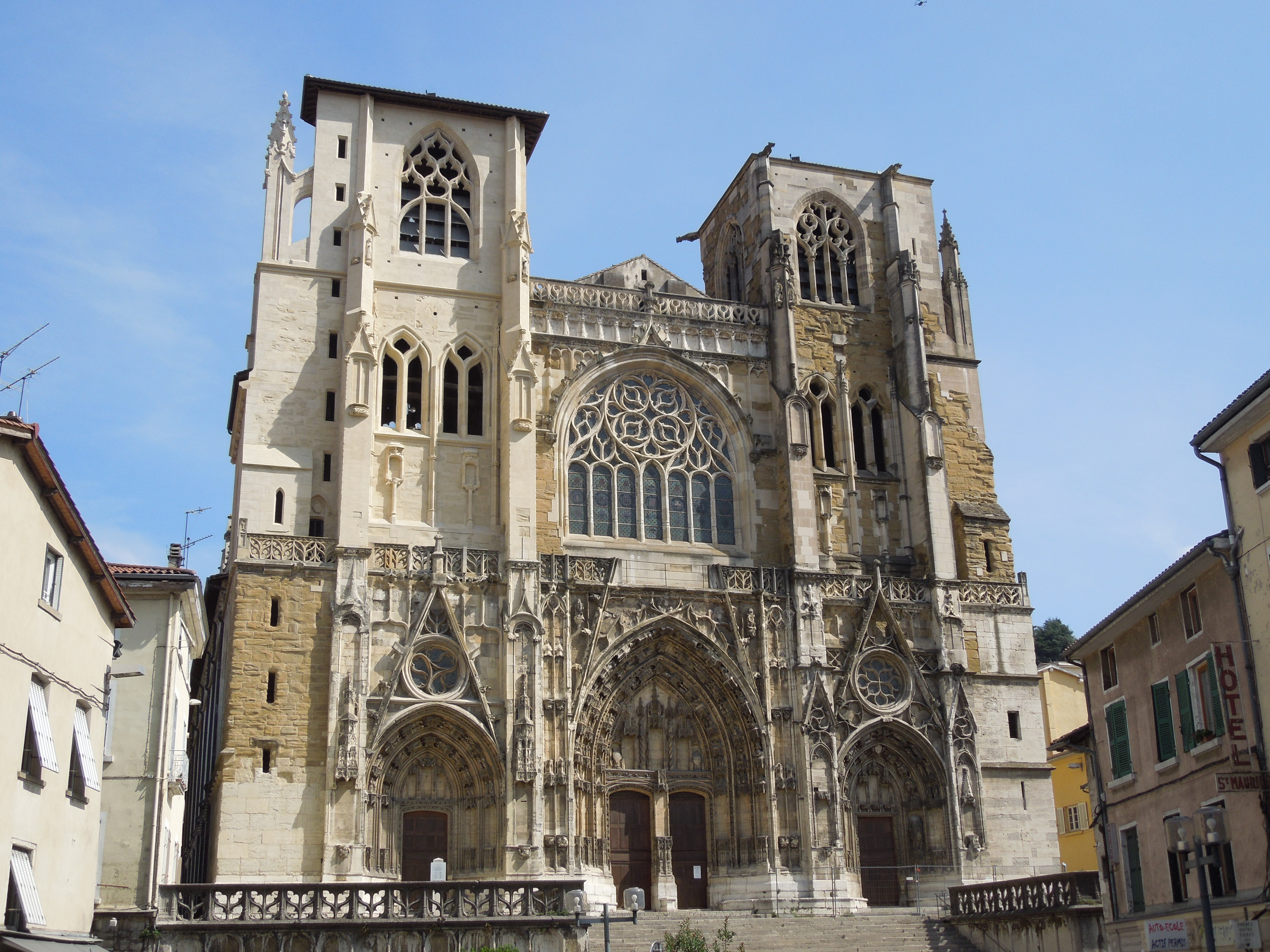
Cathédrale Saint-Maurice de Vienne.

Le Dauphiné a beaucoup souffert du conflit entre protestants et catholiques en tant que foyer important du protestantisme (en particulier, dans le Haut-Dauphiné). Le Gapençais est gagné par la nouvelle religion, tout comme Die, Corps, Mens ou la Mure, qui deviennent des centres du protestantisme. D'importants noyaux se forment également dans les grandes villes (Vienne, Valence, Grenoble…).
En 1562, le duc de Savoie Emmanuel-Philibert prend les armes contre les calvinistes, qui dévastent le midi de la France et menacent ses États. Il nomme Charles de La Forest, baron de Rumilly, lieutenant-général en Dauphiné. À la tête d'un corps de troupes, La Forest combat François de Beaumont, baron des Adrets, le chef le plus habile et le plus sanguinaire du parti protestant, mais « fut tué les armes en mains, sous les murs de Vienne, dans une rencontre avec les huguenots l’an 1565 ». Le baron des Adrets se signale par ses cruautés et ses dévastations. Les églises, en particulier, souffrent de ses exactions. Il anéantit ainsi nombre de chefs-d’œuvre de l’art médiéval. La cathédrale Saint-Maurice de Vienne et l’abbaye de Saint-Antoine enportent toujours les traces de ses mutilations. À Grenoble, il fait détruire les tombeaux des Dauphins et pille la cathédrale.
En 1572, lorsque la nouvelle du massacre de la Saint-Barthélemy se répand, elle provoque de nouvelles exactions (août-octobre 1572). Toutefois, le lieutenant-général du roi, Gordes, protége les protestants, limitant le nombre de victimes dans la région.
À partir de 1575, Lesdiguières devient le chef unique des huguenots dans la région. Il parvient à défendre Corps, à s’emparer de Gap en 1577 mais il ne peut empêcher la prise de la Mure par les catholiques. Il s’empare également de Montélimar et d’Embrun. L’accession d’Henri IV au trône en 1589 lui permet de s’allier à La Valette, gouverneur du Dauphiné, et à Alphonse d'Ornano, lieutenant-général de la province. Ils doivent cependant affronter la Ligue catholique. Ces derniers s’étant emparé de Grenoble. Lesdiguières vient faire le siège de la ville et, au bout d’un mois d’escarmouches, il reprend la capitale dauphinoise, le 22 décembre 1590. Briançon et Crest ont déjà signé leur reddition, Vienne, la dernière, le fait en 1591. Il devient le maître de toute la province.

#### Administration de Lesdiguières (1591-1626)
Les guerres sont désormais finies mais elles laissent le pays épuisé et couvert de ruines. L’édit de Nantes donne aux protestants des places de sûreté où ils peuvent entretenir une garnison (Gap, Briançon, Embrun, Grenoble, Die…).
François de Bonne de Lesdiguières est nommé, en 1591, par Henri IV comme gouverneur de Grenoble, puis, en 1597, comme lieutenant-général du Dauphiné, devenant le maître incontesté de la province, installé dans son hôtel particulier au bord de l'Isère. On l’appelle le « petit roi dauphin ».

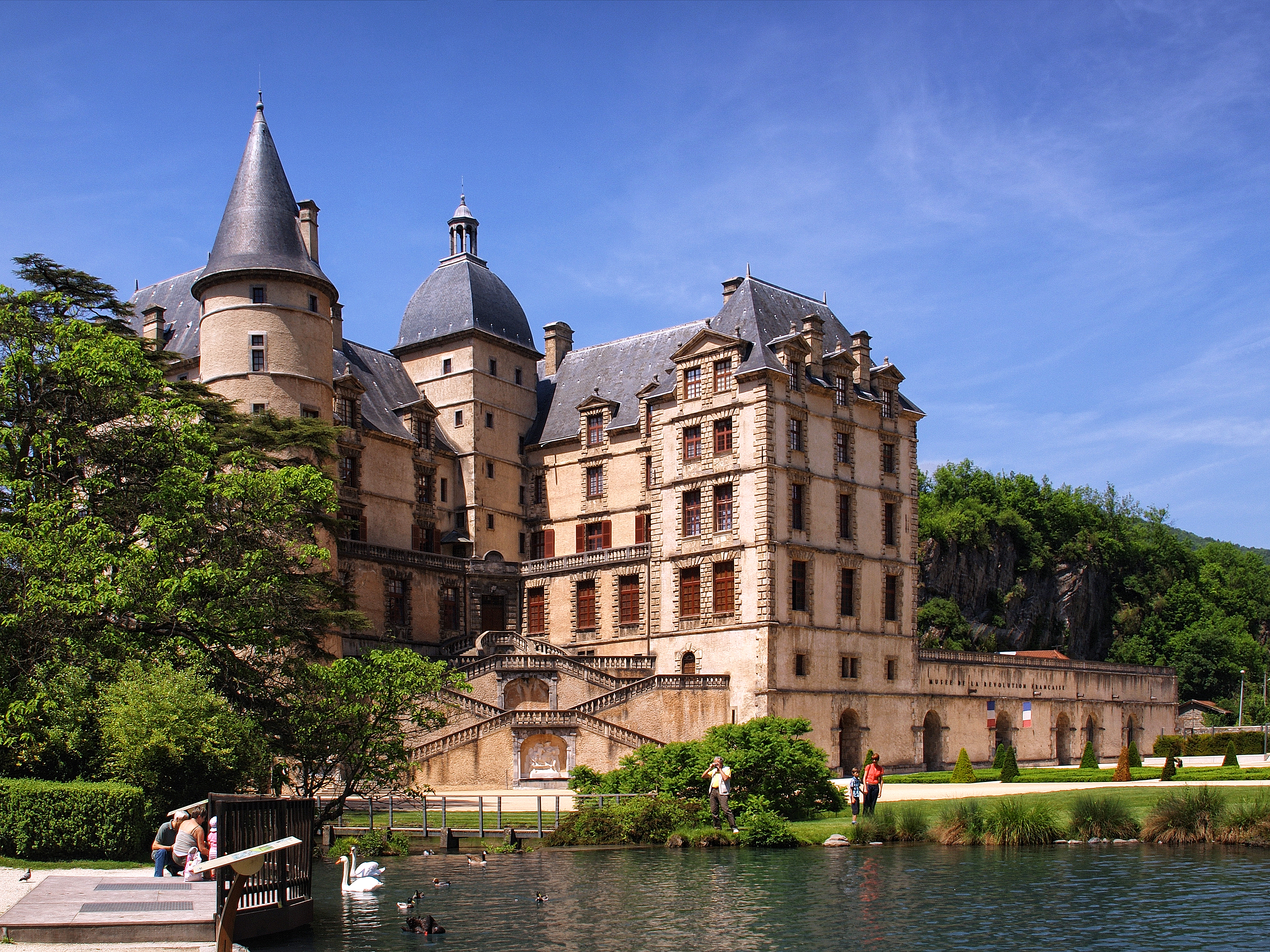
Le château de Vizille abrite depuis 1984 le musée de la Révolution française.

Devenu Maréchal de France en 1609 puis Duc et Pair en 1611, il sera le dernier connétable de France – grade militaire le plus élevé de l'Ancien Régime –, en 1622. Surtout, il inscrit profondément la France dans cette province en résolvant la crise religieuse entre protestants et catholiques, en assurant la sécurité du Dauphiné face à la Savoie, en l'administrant au mieux sans jamais perdre de vue ses intérêts personnels. Alain Chevalier, conservateur du Musée de la Révolution française de Vizille le résume comme « une espèce de condottiere à l'italienne ».
Lors de la guerre entre le roi de France et le duc de Savoie, Lesdiguières remporte de nombreuses victoires sur les Savoyards. En 1591, il les bat à Pontcharra. En 1597, il s’empare de fort Barraux tout juste construit par les Savoyards. Pendant la construction, il dit alors : « Le roi a besoin d’un fort en cet endroit ; je le prendrai sans canons, sans siège, et sans qu’il en coûta un écu ». Il tient sa promesse.
Excellent administrateur, il marque de son empreinte la ville de Grenoble qu'il étend, embellit, sécurise, fortifie. Il y fait construire une nouvelle enceinte, l'agrandissant considérablement, commence la construction de la Bastille, fait creuser un nouveau lit pour le Drac, édifier le Pont Lesdiguières. Son plus bel héritage reste le château de Vizille, qu’il fait construire à l'emplacement d'un ancien château médiéval pour en faire s propre demeure. Il fait également refaire les voies de communication. À partir de 1610, c'est son gendre, Charles II de Créquy, qui reprend la lieutenance générale du Dauphiné.
Des troupes nombreuses traversent la province en 1628 pour se rendre en Italie. C'est à cette occasion qu'est conquise, aux confins du Val Cluson, la ville de Pignerol. Mais, une fois encore, l’armée commet une foule de déprédations dans le Briançonnais. Le pays a beaucoup de mal à s’en relever. Cette année marque la dernière réunion des États du Dauphiné. C’est la fin des libertés delphinales : les impôts sont payés désormais sans l’assentiment des représentants du pays. C’est un signe du progrès de l’absolutisme.

#### Le Dauphiné sous Louis XIV (1643-1715)
C'est au XVIIe siècle que prend naissance la locution proverbiale de Brûleurs de loups dans la province du Dauphiné. En effet, le cardinal Le Camus, lors d'une visite paroissiale en 1672 à Saint-Christophe en Oisans évoque l'usage de mettre le feu aux forêts pour éloigner les loups. Aujourd'hui, le club de hockey sur glace de Grenoble se pare de cette appellation de Brûleurs de loups.

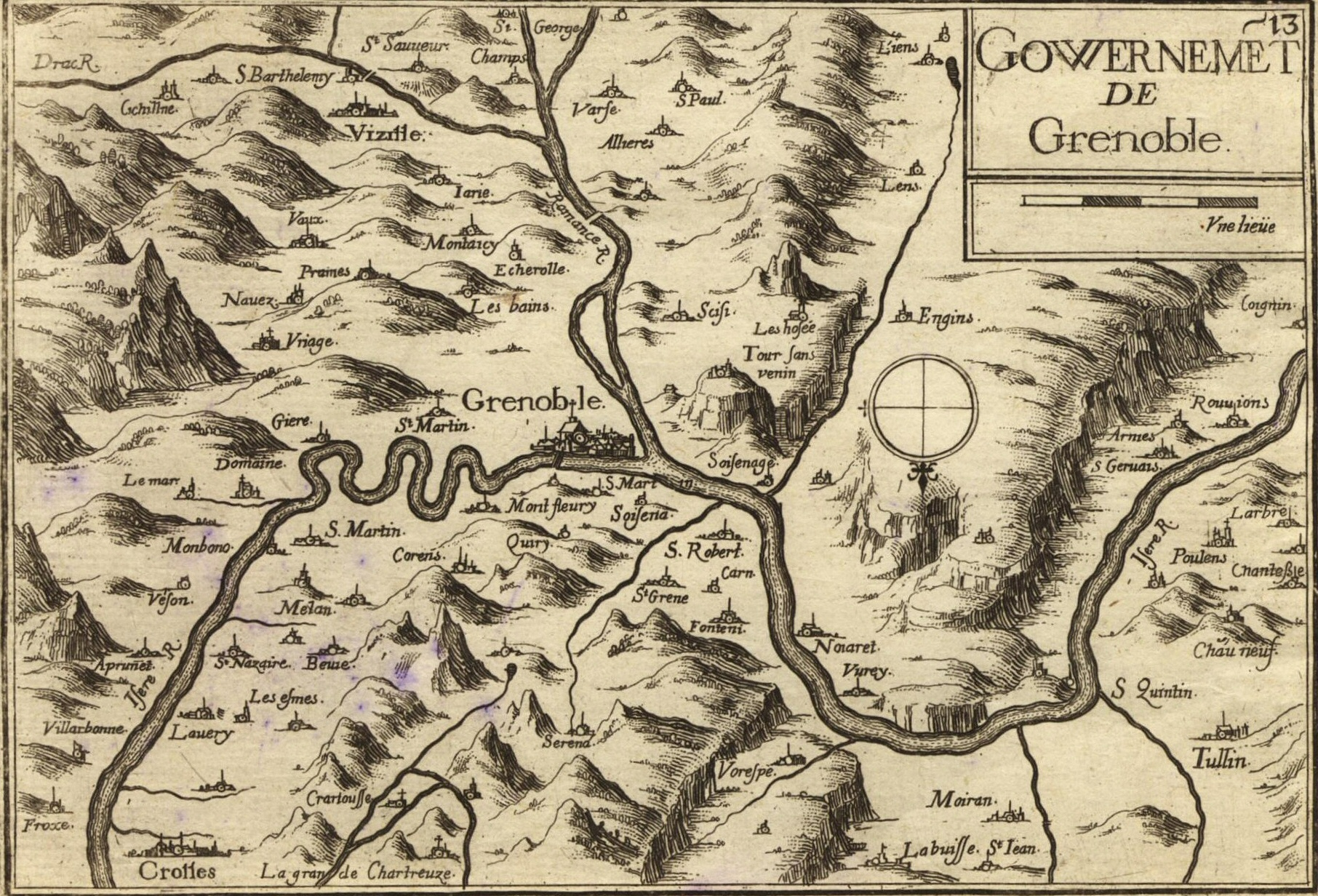
Grenoble et le Dauphiné vers 1638.

La révocation de l'édit de Nantes en 1685 provoque le départ d'environ 20 000 protestants, ce qui affaiblit l'économie dauphinoise, déjà fortement mise à mal par les guerres successives d'Italie, de religion et de Louis XIV. Quelques vallées, notamment celle du Queyras, voient leur population diminuer de moitié. Grenoble perd 3 000 habitants à elle seule. Il y a des mesures de rigueur contre les faux convertis et nombre de leurs biens sont confisqués. Malgré les interventions des évêques de Vienne et de Grenoble pour mettre un terme à ces persécutions, les condamnations demeurent jusqu’au XVIIIe siècle. À la fin du XVIIe siècle, avec la Province voisine du Vivarais, autre bastion protestant, le Dauphiné est agité par une « épidémie » de « prophétisme » qui se répand jusqu'en Cévennes et Languedoc, et annonce là-bas la Guerre des Camisards (révolte des paysans et artisans protestants des Cévennes, qui,entre 1702 et 1704, s'affrontent aux autorités catholiques et aux troupes royales, pour exiger leur liberté de culte et de conscience). La vague de « prophétisme » commence quand la jeune bergère Isabeau Vincent, âgée de 15 ans et ne parlant que patois, en transe dans son sommeil, se met à parler en français, pour appeler à la rédemption des nouveaux convertis et au châtiment des anciens catholiques, dans un style apocalyptique inspiré de la Bible. S'ensuivent des phénomènes semblables, perçus comme « miracles » ou prodiges annonçant des temps nouveaux pour les Huguenots, comme simulation de prophètes formés dans une école spécifique clandestine pour leurs adversaires « papistes », ou comme « hystérie » pathologique et fanatique pour les plus rationnels[réf. souhaitée].
En 1692, Victor-Amédée II de Savoie, partie prenante de la Ligue d'Augsbourg contre la France de Louis XIV envahit le Dauphiné par la région de Barcelonnette, à la tête d'une armée de 40 000 hommes. Gap, Chorges, Guillestre et soixante-dix villages sont ruinés ; Embrun, ville archiépiscopale, échappe au pillage et sa garnison quitte la ville avec ses drapeaux. Les troupes savoyardes sont repoussées en Provence par Philis de La Charce, mais reprennent, en 1696, Pignerol.
Le traité d’Utrecht de 1713 modifie la frontière de la province du côté du Piémont; la France gagne Barcelonnette et sa vallée mais perd les Escartons du côté italien des Alpes (celui d'Oulx, du val Cluson et de Château-Dauphin), soit environ les deux tiers du Briançonnais.

#### De Louis XV à la Révolution française (1715-1789)

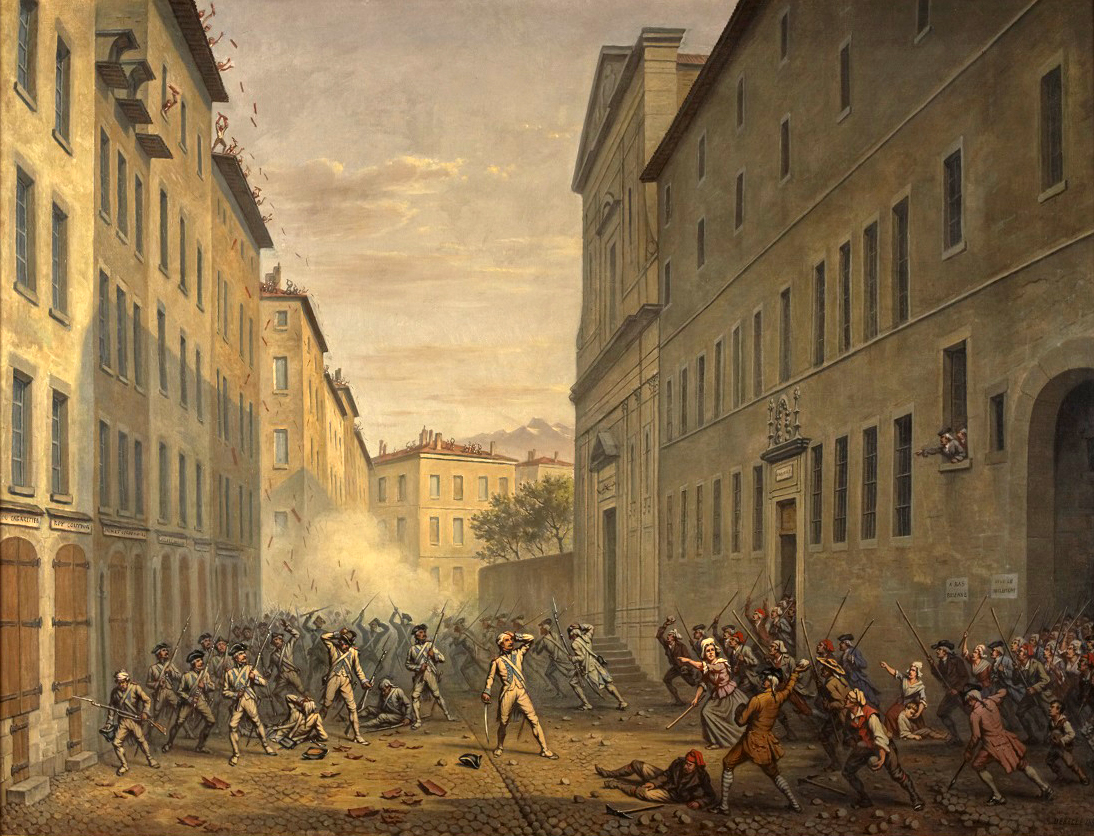
La Journée des Tuiles du 7 juin 1788 par Alexandre Debelle,
(musée de la Révolution française).

Le XVIIIe siècle est une période de prospérité et de croissance économique pour le Dauphiné, dont la bourgeoisie, qui en récolte les fruits, est à la tête du mouvement de contestation qui aboutit à la Révolution.
L’industrie se développe : ganterie de Grésivaudan à Grenoble, toiles de Voiron, draps de Romans, papeteries filatures et tissage de la Soie dans la vallée du Rhône. Le commerce aussi est actif ; des foires importantes se tiennent à Grenoble, Romans et Beaucroissant.
Le 21 août 1787, la province est la première à réclamer la tenue des États généraux. Le tournant décisif a lieu l’année 1788. L’activité économique de Grenoble dépend alors fortement du Parlement du Dauphiné. Face à la menace royale de chasser les parlementaires de la ville, la population prend fait et cause pour les défendre. Il s’agit de la Journée des Tuiles du 7 juin 1788. Se tient alors la réunion des états généraux du Dauphiné, le 21 juillet 1788, qui obtient la tenue des États généraux pour l'année suivante. La révolution est en marche. Les députés dauphinois, Antoine Barnave et Jean-Joseph Mounier, sont des acteurs importants du début de la Révolution française. La deuxième réunion des États a lieu du 5 septembre jusqu'au 8 novembre 1788, par une assemblée préliminaire, puis, officiellement, du 1er décembre 1788 jusqu’au 16 janvier 1789 à Romans.
La Grande Peur sévit particulièrement dans le Bas-Dauphiné. Arrivant de Franche-Comté et de Bourgogne, elle est violente dans le Viennois (Bourgoin-Jallieu, Crémieu, la Tour-du-Pin, les Terres Froides). Bourgoin en est le centre et, de là, le mouvement gagne tous les environs. Le calme revient le 7 août. Finalement, neuf châteaux ont été détruits et une quarantaine saccagés.

### Époque contemporaine

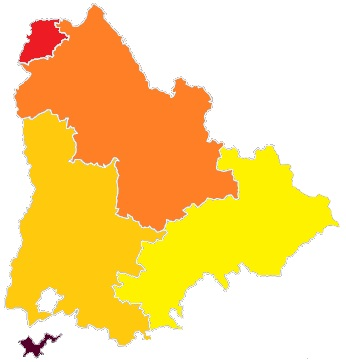
Partition du Dauphiné
Isère
Drôme
Hautes-Alpes
Isère puis Rhône
Vaucluse

#### Période révolutionnaire et Consulat (1790-1804)
En 1790 le Dauphiné donne naissance à trois départements : la Drôme, les Hautes-Alpes et l’Isère, dont les chefs-lieux sont respectivement Valence, Gap et Grenoble. La principauté d’Orange se trouve quant à elle rattachée au département du Vaucluse.
De nombreuses communes sont renommées sous la période révolutionnaire. Grenoble voit de nombreuses de ses rues changer de nom comme la rue Saint-Laurent qui devient pendant quelques années rue de la Montagne, Saint-Marcellin est rebaptisée « les Thermopyles ». Seul le nom de la Tronche, autrefois « Saint-Ferjus », est conservé jusqu’à nos jours.
Les années suivantes, au cours de la période appelée la Terreur, la Révolution déclenchée ne provoque que deux morts à Grenoble grâce à l'intervention en 1794 d'un officier municipal, Joseph Chanrion, devant le Comité de salut public à Paris. Alors qu'à travers la France 16 594 personnes passent par la guillotine, les deux victimes grenobloises sont deux prêtres réfractaires les abbés Revenaz et Guillabert guillotinés sur la place Grenette le 26 juin 1794. Cependant, une troisième victime reste dans la mémoire des Grenoblois, celle de leur ancien maire, Antoine Barnave, guillotiné à Paris le 29 novembre 1793 à la suite de ses entrevues avec Marie-Antoinette d'Autriche.

#### L’Empire (1804-1815)
Le plébiscite pour l’approbation du sénatus-consulte qui transforme le Consulat en Empire donne, dans le département de l’Isère, 82 084 oui contre 12 non. Les arrondissements de Vienne et Saint-Marcellin n’ont aucun non.
L'institution du musée de Grenoble est créée en 1798 par un professeur de dessin, passionné d'art, Louis-Joseph Jay, qui installe les premières œuvres dans les locaux de l'ancien évêché, puis dans une partie du collège des Jésuites.
Le pape Pie VII passe à Grenoble pour le couronnement de l'empereur Napoléon Ier. Il y revient une nouvelle fois en 1809, sur la route de l’exil, après avoir été arrêté à Rome.

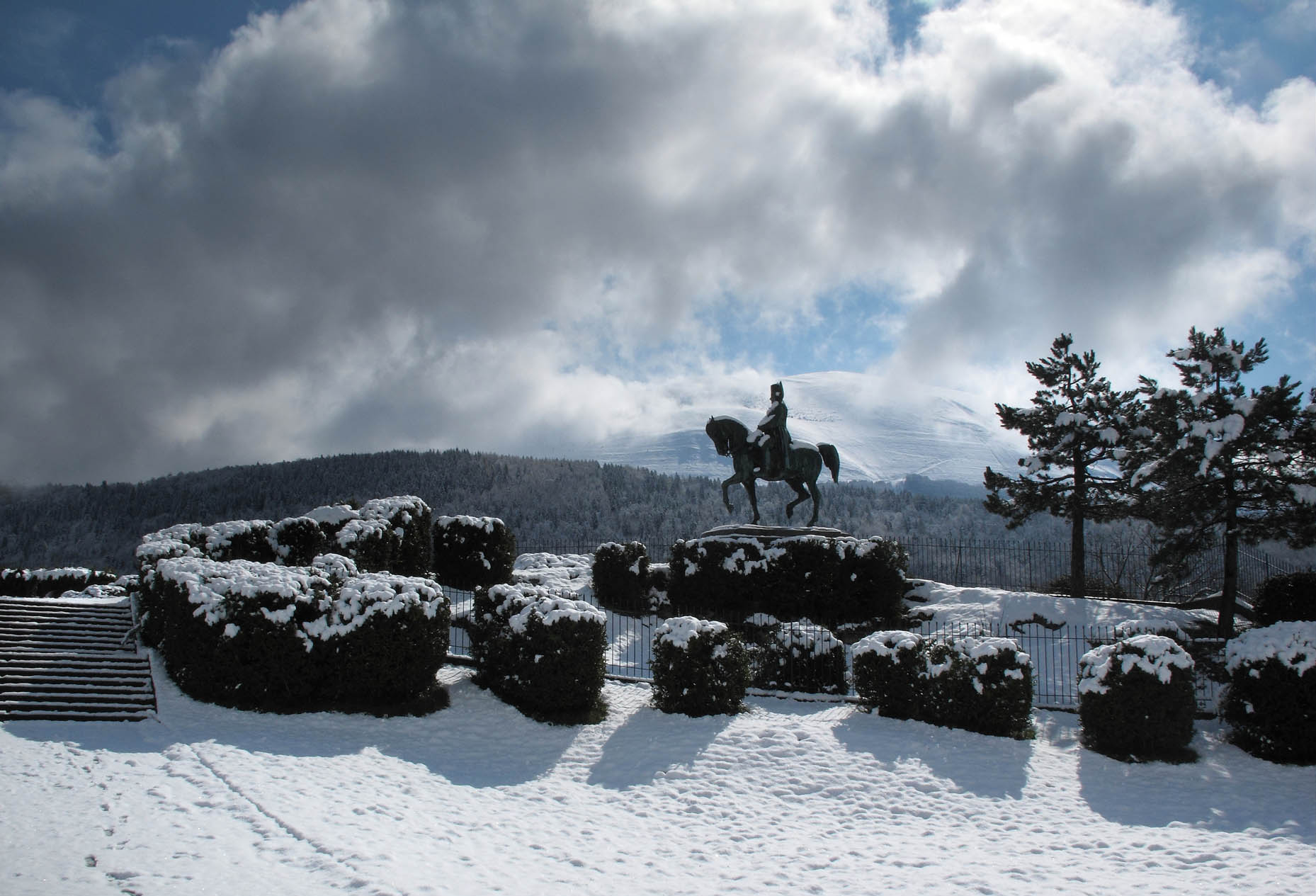
Prairie de la Rencontre avec la statue de Napoléon, Laffrey.

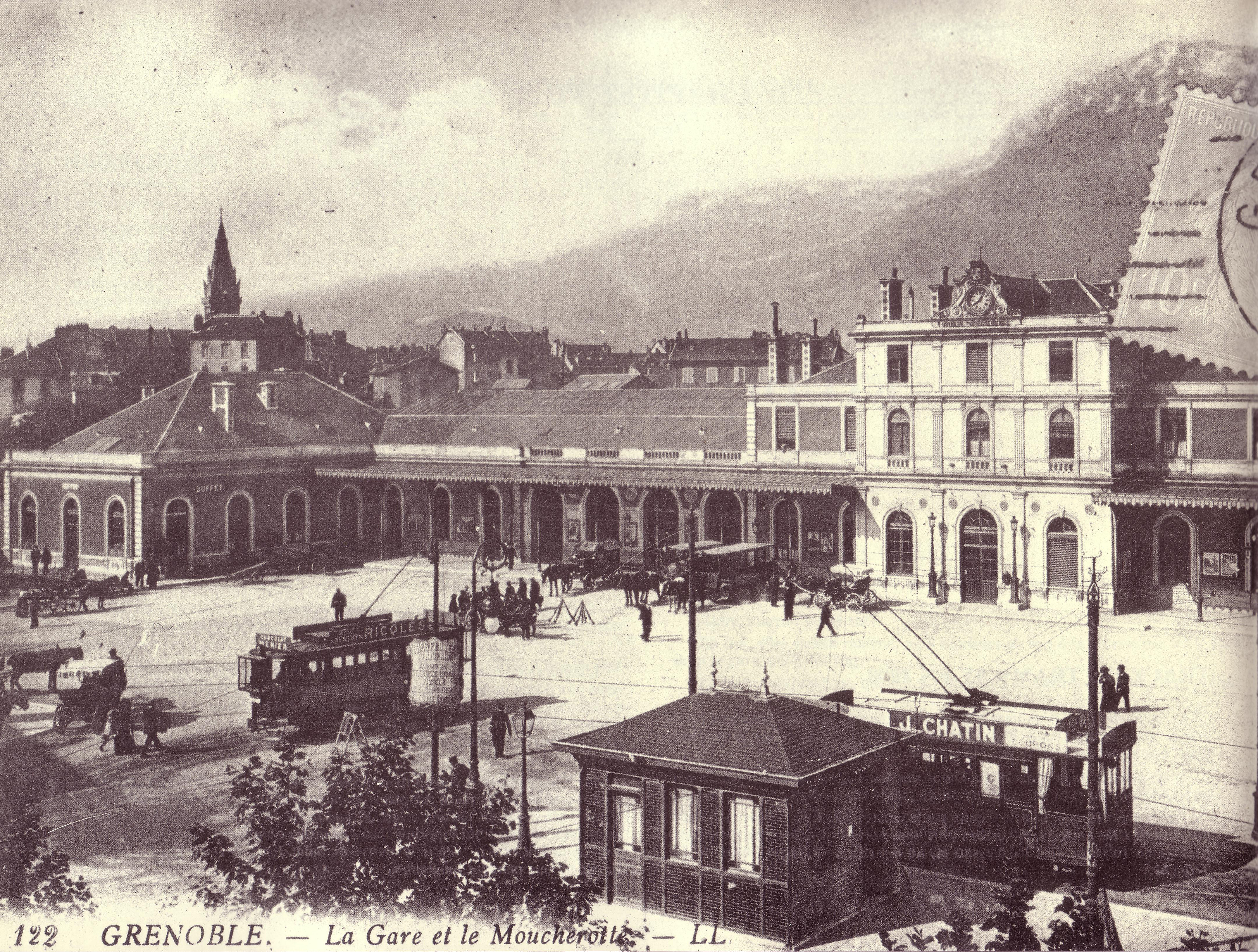
Ancienne gare de Grenoble.

En 1813, le Dauphiné se trouve sous la menace des Autrichiens qui envahissent la Suisse et la Savoie alors occupée par la France. Après une importante résistance à Fort Barraux, les troupes françaises doivent se retirer vers Grenoble. La ville, bien défendue, parvient à repousser les Autrichiens vers Genève. Toutefois, l'invasion de la France entraîne la capitulation des troupes en Dauphiné et l'occupation de Grenoble par des troupes autrichiennes durant les mois d'avril et mai 1814.
Lors du retour de l’Empereur en 1815, ce dernier reçoit un accueil favorable dans les Hautes-Alpes. À Laffrey, Napoléon se trouve face à un bataillon du 5e de Ligne envoyé par Louis XVIII pour l'arrêter. Il s'avance seul au-devant des troupes, entrouvre sa redingote et s'écrie : « S'il est parmi vous un soldat qui veuille tuer son Empereur, me voici.» À ces mots, le 5e de Ligne met bas les armes et se précipite vers Napoléon. Ce dernier fait une entrée triomphale à Grenoble. Honoré de Balzac retrace cet épisode dans le Médecin de campagne. Cependant, trois mois plus tard, après à la défaite de Waterloo, le Dauphiné subit une nouvelle invasion de troupes austro-sardes. Sans armée, les grenoblois se défendent eux-mêmes contre l’envahisseur. Mais à la suite de l’abdication de l’Empereur, la ville capitule.

#### XIXesiècle

Localisation du gisement du Dauphiné sur la carte des bassins houillers français.

La période allant de 1830 à 1848 est marquée par l’établissement de la grande industrie, tant dans la Drôme que dans l’Isère. Elle recoupe alors le tissage mécanique pour la soie. C'est aussi l’apogée des toiles de Voiron. L’industrie de la chaussure se développe également à Romans. D’autre part, à la suite d'une invention de Xavier Jouvin, la ganterie grenobloise entre dans son âge d’or. La production s’exporte dans le monde entier (Royaume-Uni, Russie, États-Unis…).
En 1852, le prince président Louis-Napoléon Bonaparte vient dans la région pour son voyage de propagande. Il y est, en général, bien accueilli et encouragé dans ses projets. C’est la période de mise en exploitation des principales lignes de chemin de fer. Valence accueille ses premiers trains en 1854, Grenoble en 1858. Le Second Empire est marqué également par un regain d’intérêt pour les stations thermales, à Allevard ou à Uriage-les-Bains. En 1852 enfin, le canton de Villeurbanne est détaché de l’Isère pour être rattaché au Rhône.
Les traités de commerce de 1860 favorisent un grand développement de l’industrie (nombreuses usines pour le tissage de la soie, construction mécanique, papeterie). Des routes sont percées dans les massifs (Vercors, Chartreuse) facilitant considérablement la circulation et favorisant l’essor du tourisme. Il faut cependant encore 70 ans pour relier Grenoble à Briançon. En 1869, Aristide Bergès invente ce qu’il appelle plus tard la houille blanche. Cette invention a un impact majeur sur l’activité économique de la région. Il favorise le développement de la papeterie dans la vallée du Grésivaudan.
À la même époque est construit Notre-Dame de La Salette, de 1852 à 1865.

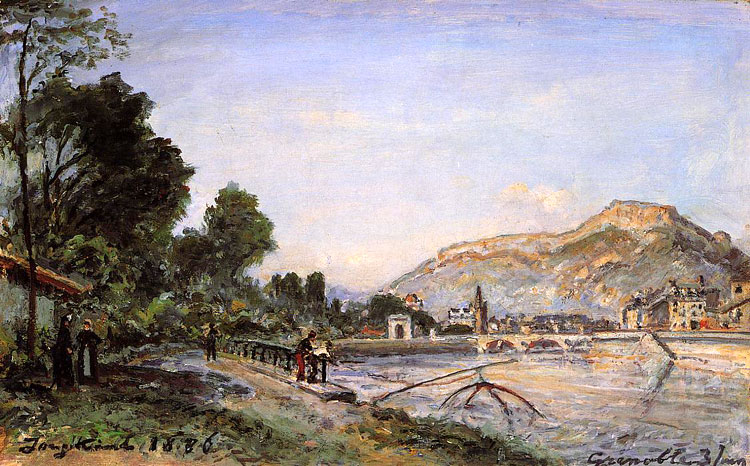
Bords de l'Isère, peinture de Johan Barthold Jongkind (1819-1891), en 1886.

À la suite de la formation de la Triple Alliance, le gouvernement institutionnalise en 1888 les premières troupes de montagne, les bataillons de chasseurs alpins.
Les frères Auguste et Émile Burle, originaires de Gap, récoltent un herbier historique, entre 1870 et 1889, constitué de plantes des alentours de Gap ; il est composé environ de 30 000 parts. Ils contribuent à améliorer la connaissance des plantes du département des Hautes-Alpes.

#### XXesiècle
Le désenclavement des massifs permet l’installation d’usines le long des cours d’eau, sources d’énergie. La vallée de la Romanche devient ainsi une des principales vallées industrielles de France. L’arrivée du chemin de fer à la Mure permet d’exploiter au mieux les gisements d’anthracite du plateau matheysin.
Lors de la Grande Guerre, de nombreux bataillons de chasseurs alpins se retrouvent mobilisés sur le front au Nord-Est du pays. Plusieurs de leurs bataillons sont totalement anéantis. Le courage dont ils font preuve au combat leur vaut le surnom de « diables bleus ».

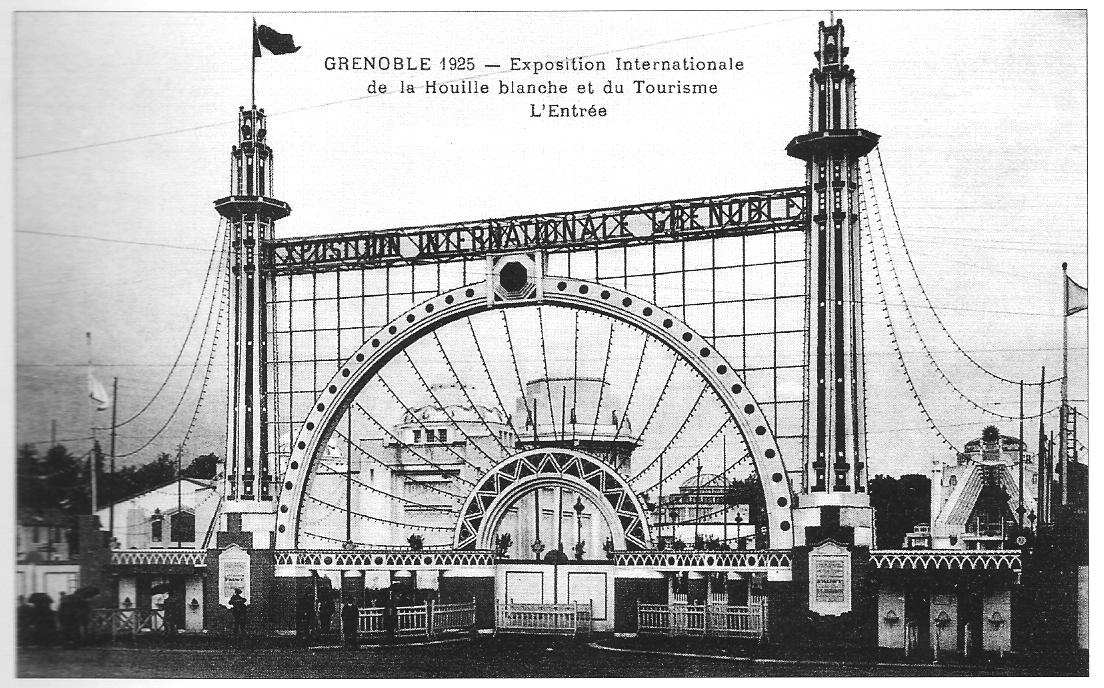
Entrée monumentale de l'exposition.

Cependant, le conflit mondial donne une impulsion nouvelle à l’économie régionale. Pour soutenir l’effort de guerre, de nouvelles centrales hydroélectriques se construisent le long du Drac, de la Romanche, telle la centrale des Vernes. De nombreuses usines se convertissent également en industrie d’armement. Grenoble, le Pont-de-Claix et Roussillon se lancent dans l’industrie chimique, industrie qui se développe durant tout le XXe siècle. Enfin, le Nord de la France étant occupé, de nombreux ateliers et usines textiles s’établissent dans le Nord-Isère et la Drôme. Vienne par exemple se spécialise dans le marché militaire et parvient à fournir en 1915 20 % de la production française de draps à l’armée.
Pour mettre en lumière ce développement économique, Grenoble organise en 1925, l’Exposition internationale de la houille blanche, qui attire un million de visiteurs venus du monde entier.
Les années 1930, avec le début des congés payés, marquent le développement du tourisme d’hiver. La station de l’Alpe d’Huez par exemple est créée en 1936. C’est ici que Jean Pomagalski crée son premier téléski à perches, sur les pentes de l'Éclose. C’est à cette époque qu’ouvrent d’autre part les sanatoriums de Saint-Hilaire du Touvet.
Lors de la bataille des Alpes durant la Seconde Guerre mondiale, les chasseurs alpins parviennent à contenir et repousser les forces armées italiennes dans les Alpes. Cependant, l’avancée fulgurante en 1940 des forces allemandes permettent aux ennemis d’atteindre les portes de Grenoble fin juin. Ils sont cependant stoppés à Voreppe, en raison de la résistance des troupes du général Cartier. Mais l’armistice met un terme aux combats. Le 19 mars 1941, le maréchal Pétain, en visite à Grenoble, reçoit un accueil triomphal. À partir de 1942, la région est occupée par les troupes italiennes. Leur clémence à l’égard des juifs entraîne une immigration forte dans la région. Leur nombre est multiplié par trois.

Drapeau de la République du Vercors, proclamée en 1944.

L’État français accepte la création dans la ville thermale d’Uriage d’une école nationale des cadres (modèle de la future ENA), pour constituer l’élite intellectuelle de la France nouvelle. Mais ce lieu devient rapidement un centre de réflexion critique contre le nazisme et Vichy et est rapidement fermé. Nombre de ses membres rejoignent alors la Résistance armée dans la région. En effet, le caractère alpin du Dauphiné permet la constitution de bases solides pour la Résistance, avec la constitution de maquis notamment dans le massif du Vercors, mais également en Chartreuse, dans la Matheysine ou l'Oisans. Grenoble elle-même prend part à de nombreuses actions, notamment à partir de l’occupation allemande à partir de 1943. Le 2 décembre 1943, la caserne de Bonne, utilisée comme arsenal par les Allemands, y est détruite ; de nombreux trains et tunnels sont sabotés dans toute la région. En 1944, la répression des troupes nazies contre les maquisards du Vercors est terrible. Le village martyr de Vassieux-en-Vercors est fait compagnon de la Libération par le général De Gaulle, ainsi que Grenoble.
Lors de la libération de la région, Valence souffre de nombreux bombardements alliés.
En 1967, 23 nouvelles communes de l'Isère furent rattachées au Rhône. En 1971, Colombier-Saugnieu est également détachée de l'Isère.
En 1968, Grenoble accueille les Xe jeux Olympiques d’hiver, permettant une transformation et un agrandissement de la ville ainsi qu’un développement des infrastructures (aéroport, autoroute…). Cette période marque également le développement du tourisme de masse et les grands complexes sportifs se forment (Les Deux Alpes, Chamrousse, Serre Chevalier…).
La ville nouvelle de L'Isle-d'Abeau est créée le 8 février 1968, pour répondre à la croissance de l’agglomération lyonnaise.
En 1982, le Dauphiné se trouve partagé entre les régions Rhône-Alpes (comprenant la Drôme et l’Isère) et Provence-Alpes-Côte d’Azur (incluant les Hautes-Alpes).

## Politique et administration

### Villes principales
Avant 1790, le Dauphiné était dominé par dix villes dont les consuls siégeaient à la tête des députés du tiers état, dans les États généraux de la province :
- Briançon ;
- Crest ;
- Die ;
- Embrun ;
- Gap ;
- Grenoble ;
- Montélimar ;
- Romans ;
- Valence ;
- Vienne.

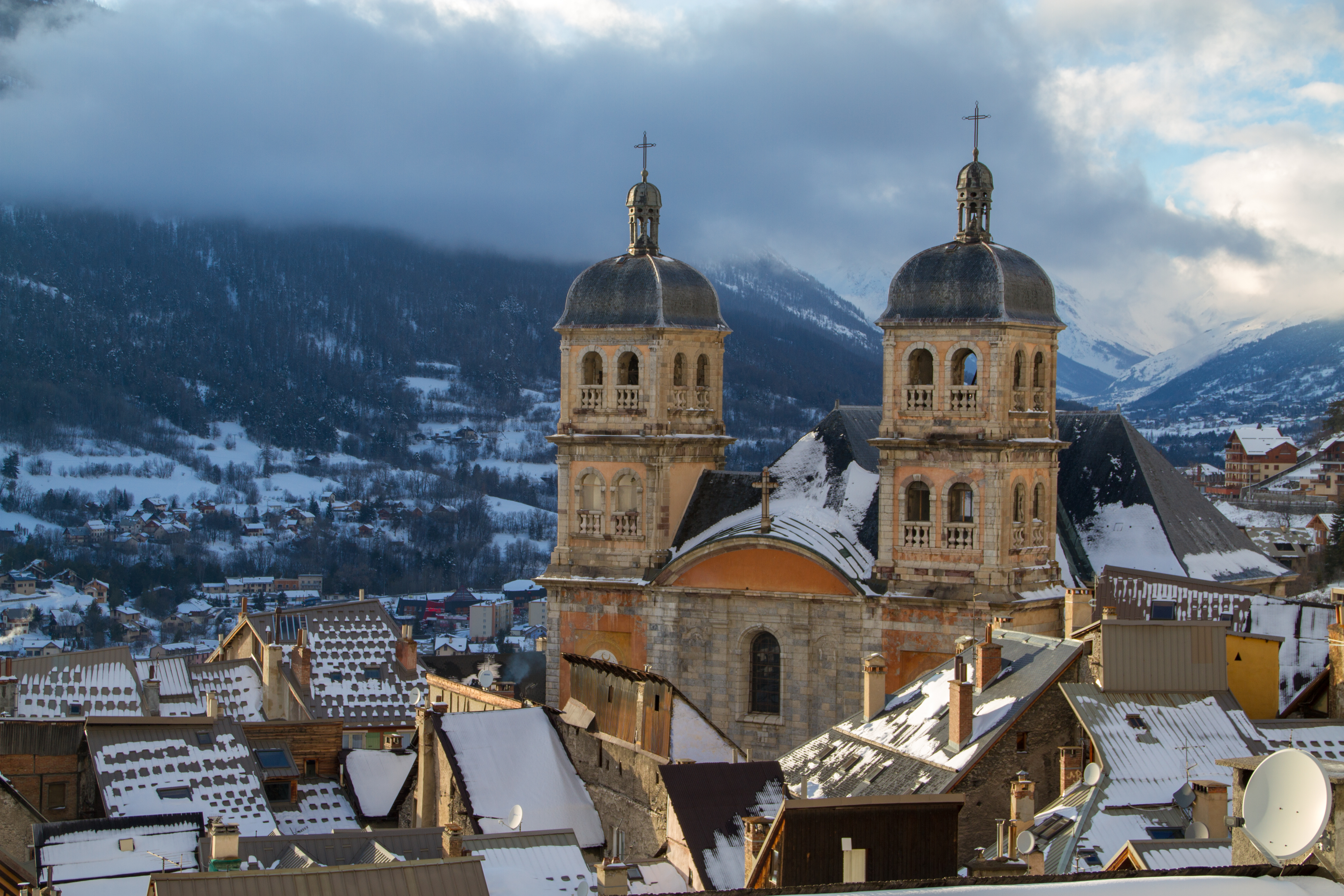
Briançon.
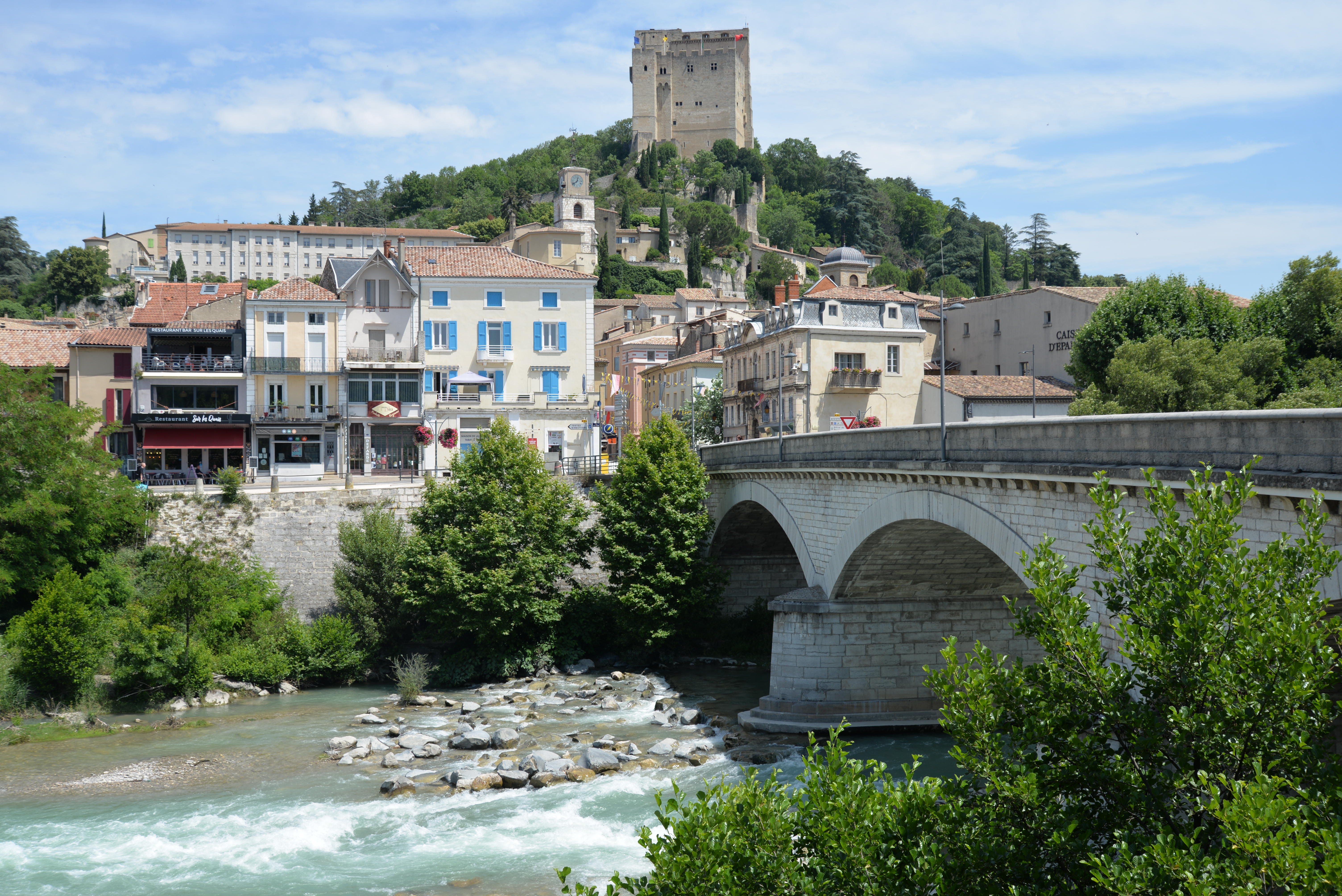
Crest.
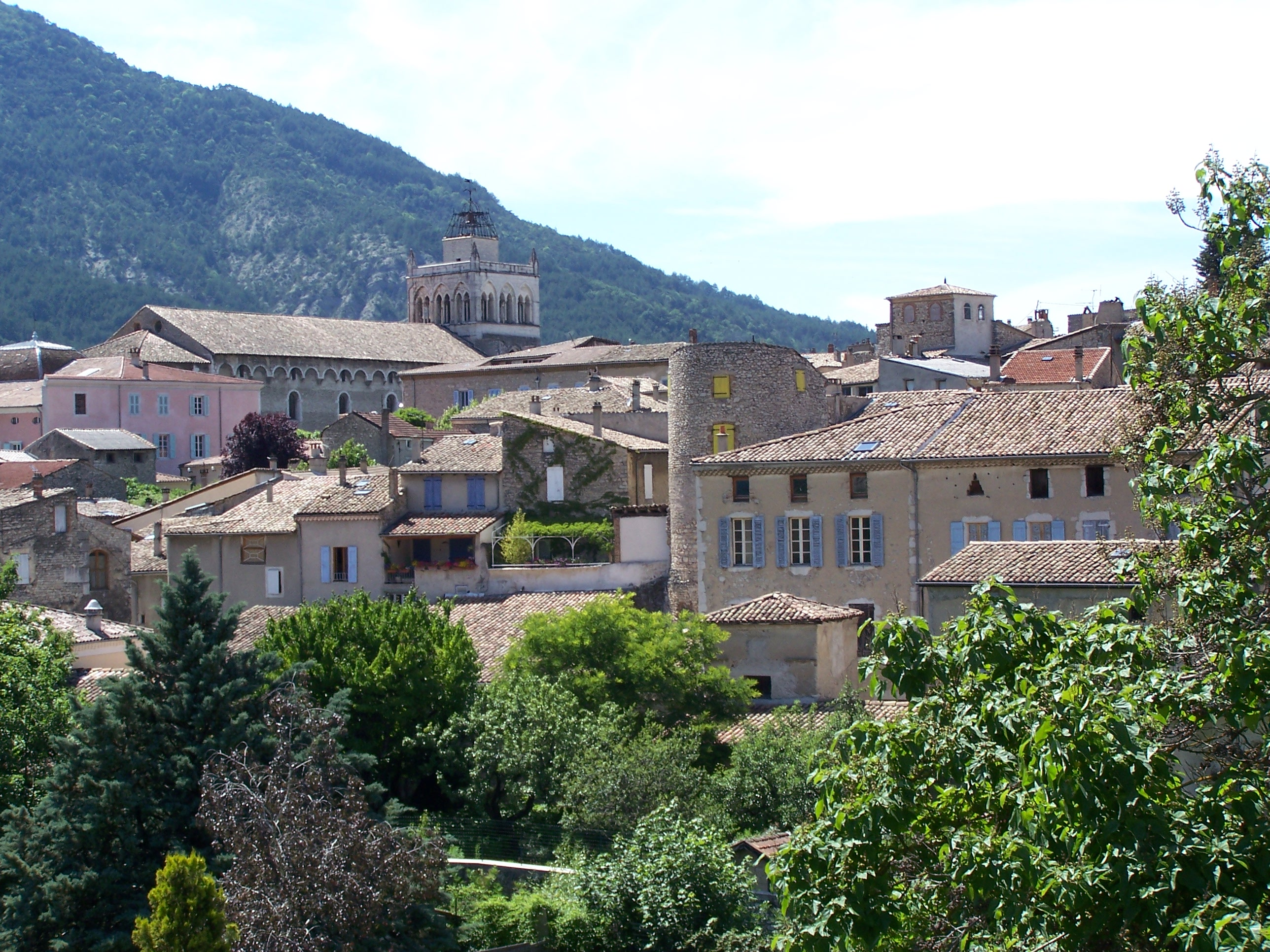
Die.
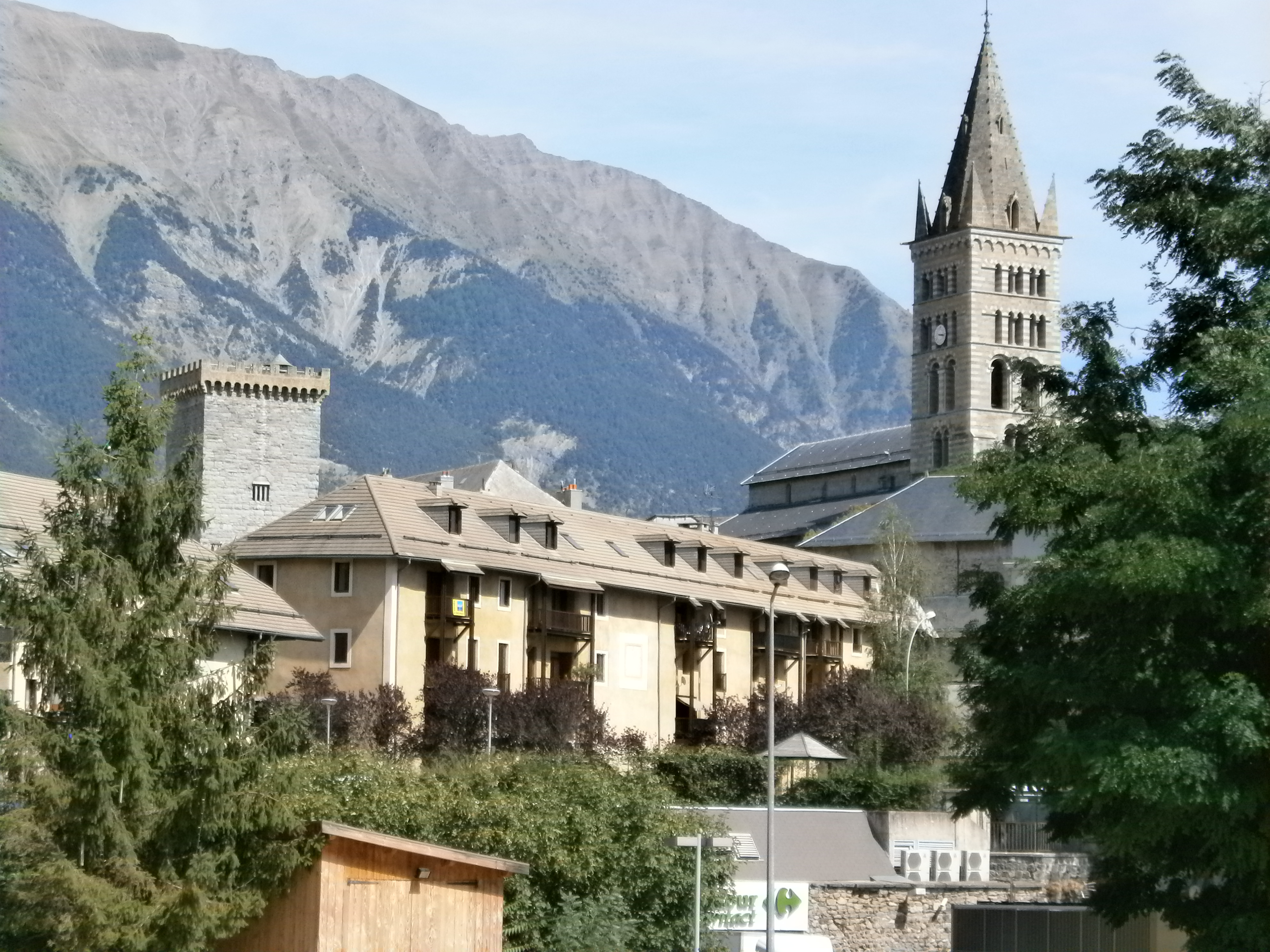
Embrun.
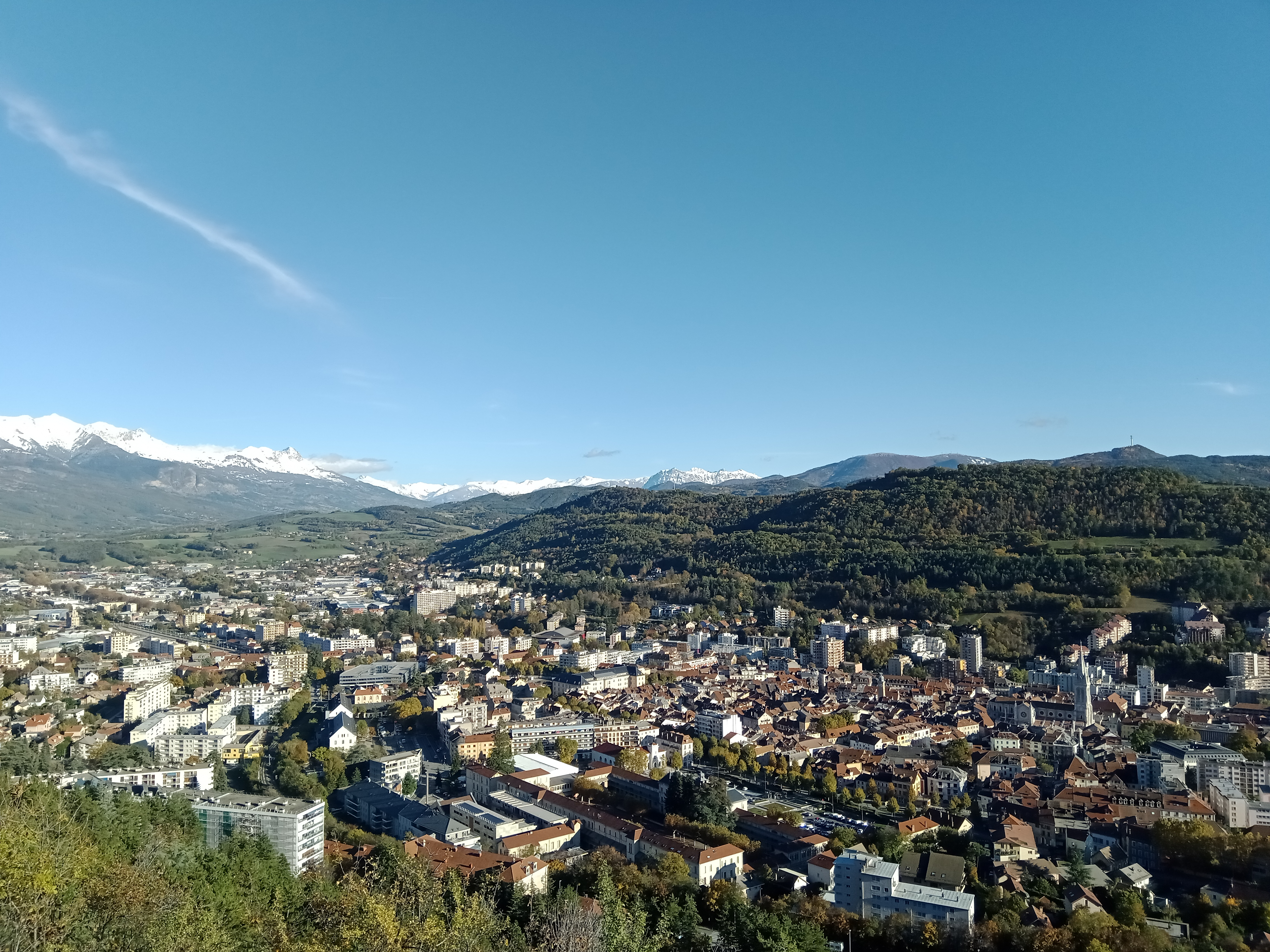
Gap.
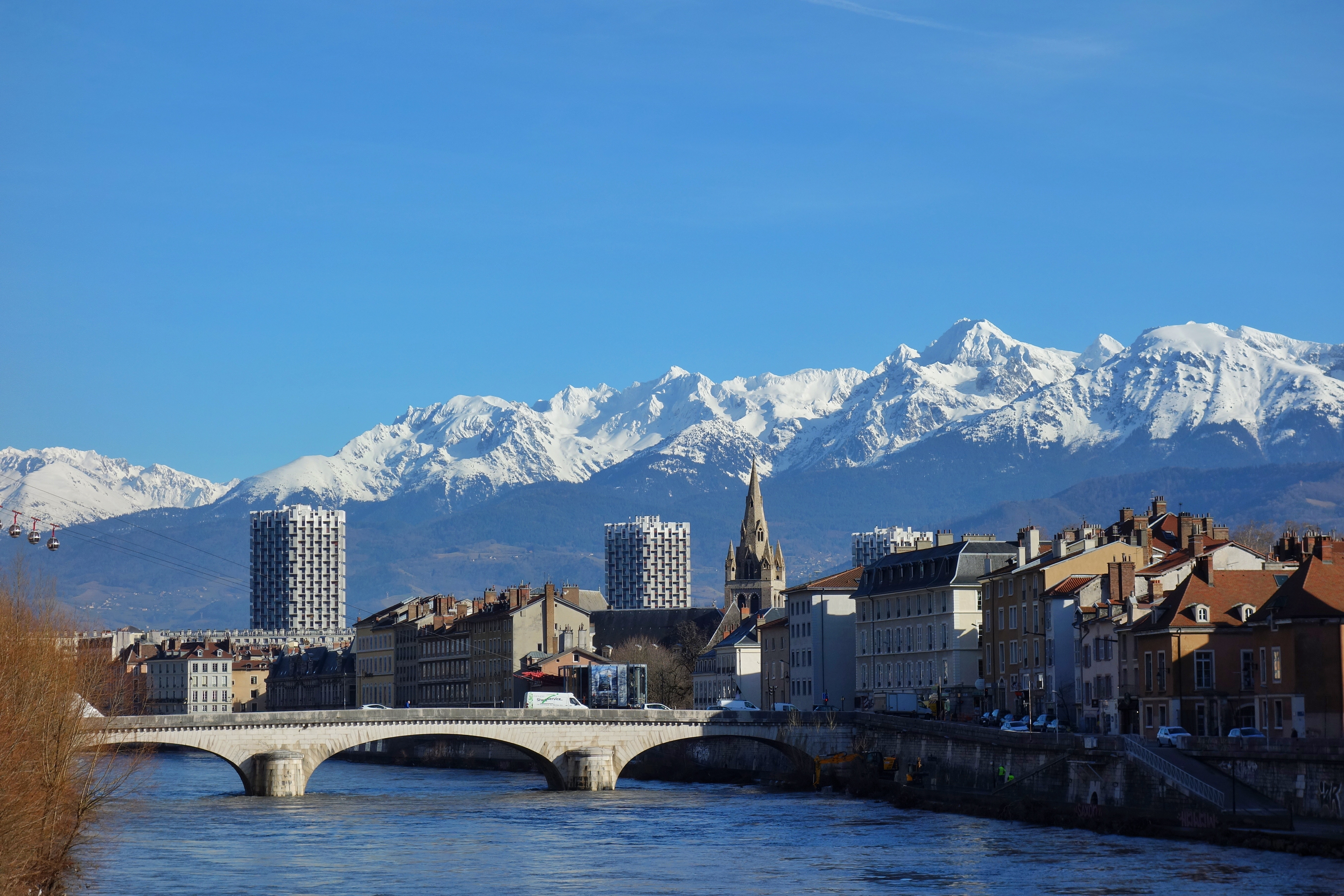
Grenoble.
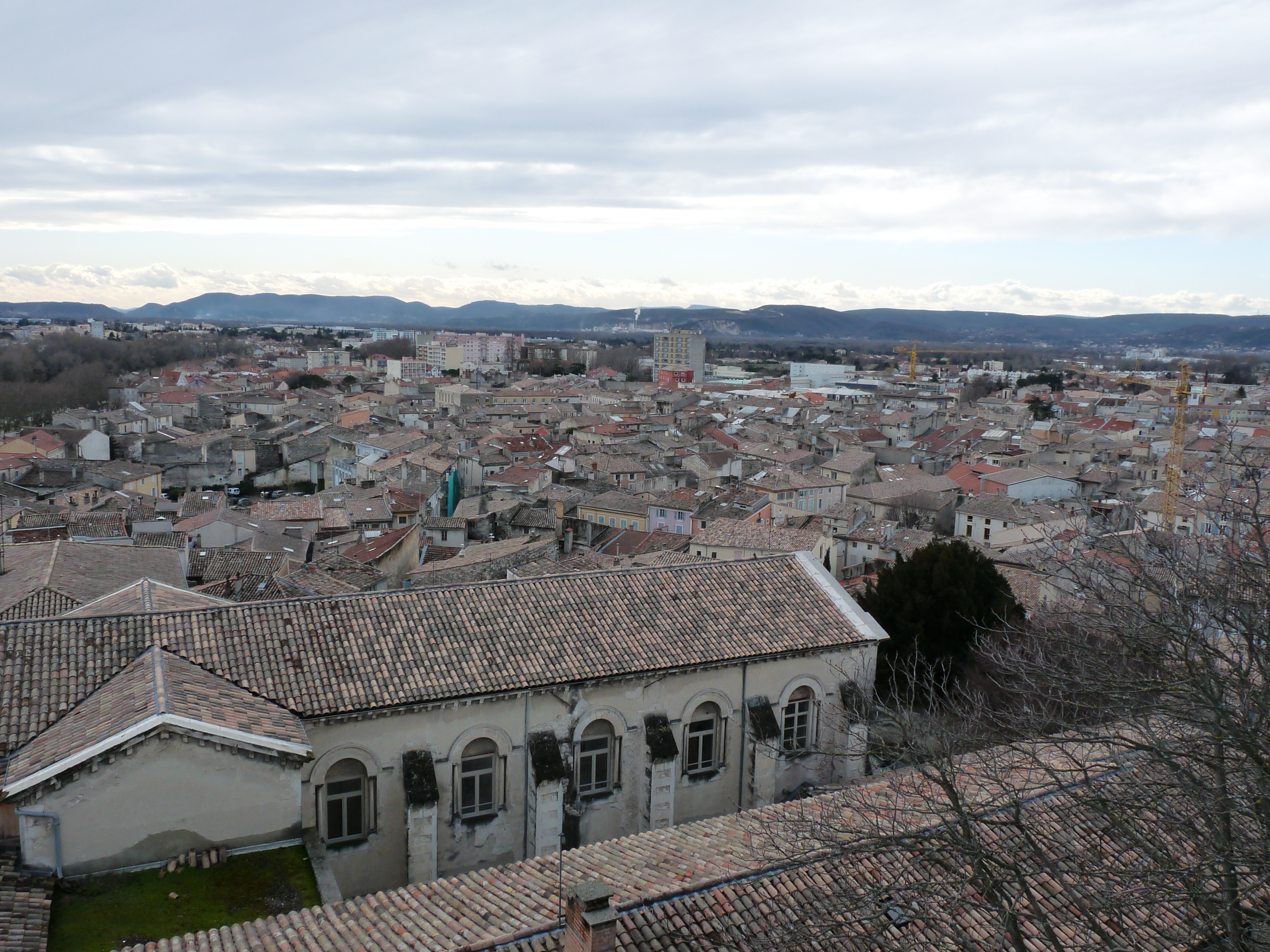
Montélimar.
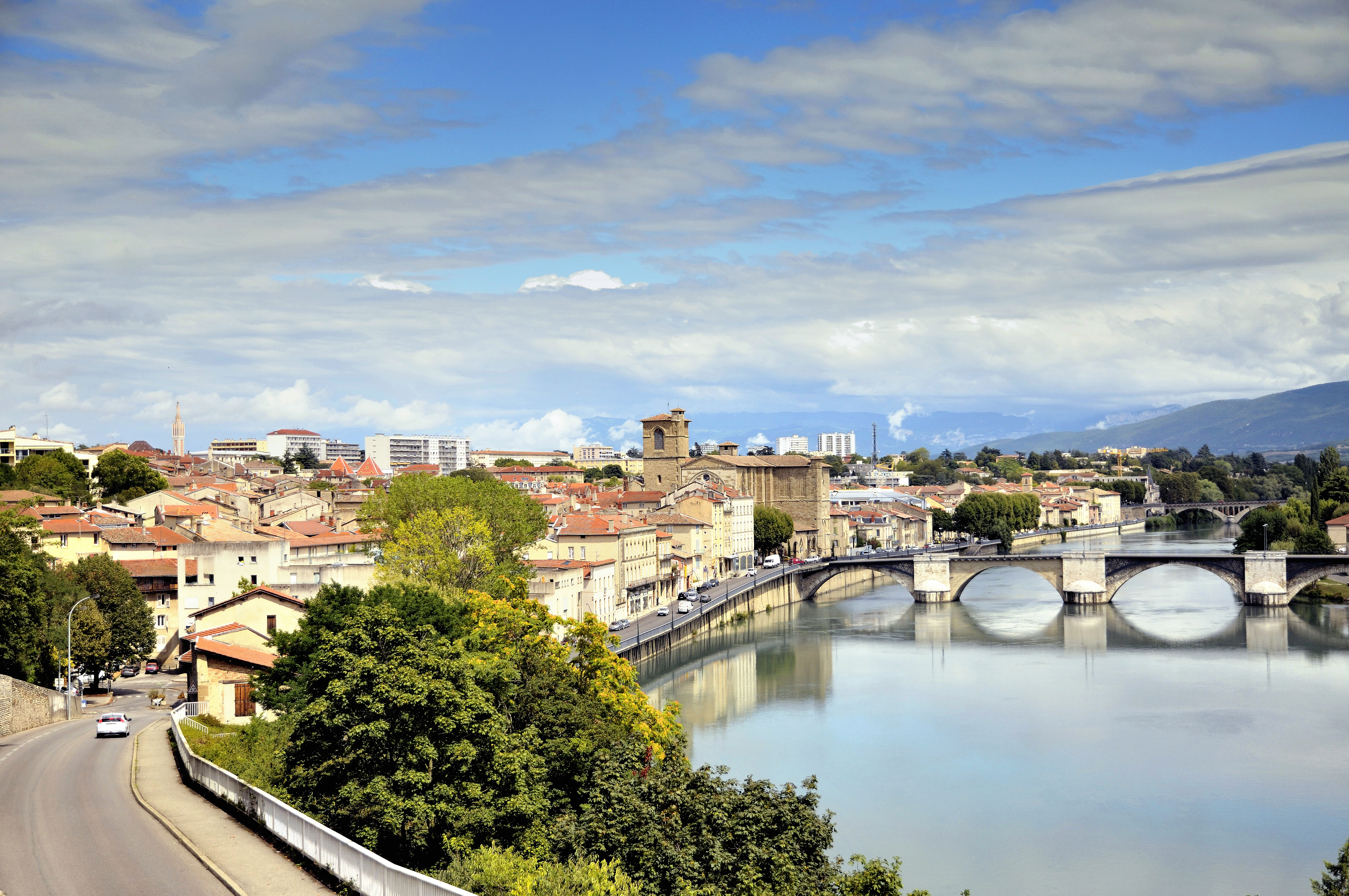
Romans.
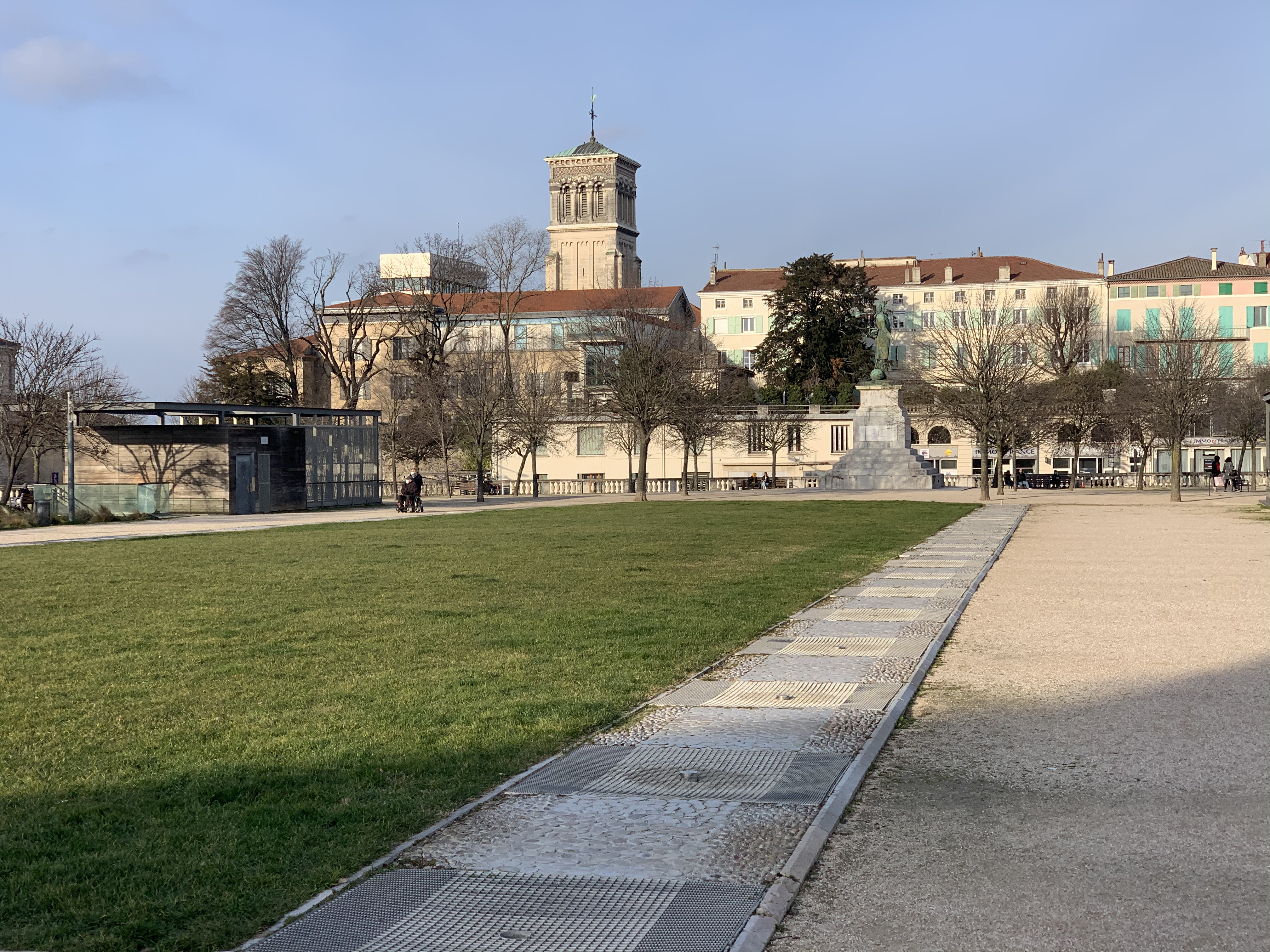
Valence.
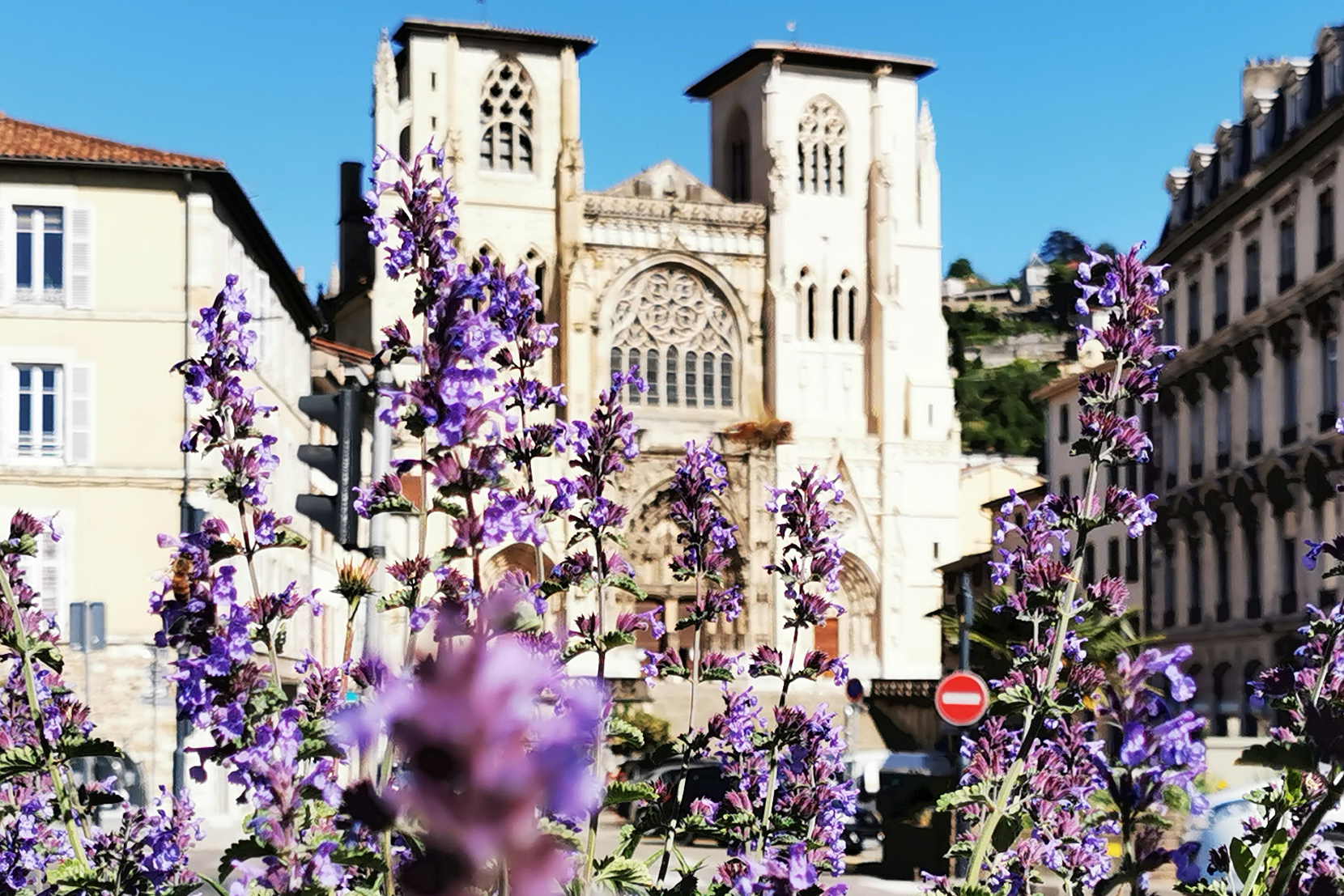
Vienne.

L'industrialisation et l'urbanisation ont profondément bouleversé cette hiérarchie au profit des agglomérations lyonnaise et grenobloise, en particulier depuis la seconde moitié du XXe siècle. Actuellement, les 20 communes les plus peuplées du Dauphiné sont :
|     | Villes                                  | Département  | Nombre d'habitants (2021) |
| --- | --------------------------------------- | ------------ | ------------------------- |
| 0-  | Lyon (3e, 6e, 7e et 8e arrondissements) | Rhône        | 325 432                   |
| 01  | Grenoble                                | Isère        | 157 477                   |
| 02  | Villeurbanne                            | Rhône        | 156 928                   |
| 03  | Vénissieux                              | Rhône        | 66 363                    |
| 04  | Valence                                 | Drôme        | 64 483                    |
| 05  | Vaulx-en-Velin                          | Rhône        | 52 139                    |
| 06  | Saint-Priest                            | Rhône        | 48 822                    |
| 07  | Bron                                    | Rhône        | 43 049                    |
| 08  | Gap                                     | Hautes-Alpes | 40 500                    |
| 09  | Montélimar                              | Drôme        | 40 399                    |
| 010 | Saint-Martin-d'Hères                    | Isère        | 38 454                    |
| 011 | Échirolles                              | Isère        | 36 849                    |
| 012 | Meyzieu                                 | Rhône        | 35 882                    |
| 013 | Romans-sur-Isère                        | Drôme        | 32 911                    |
| 014 | Vienne                                  | Isère        | 31 051                    |
| 015 | Décines-Charpieu                        | Rhône        | 29 731                    |
| 016 | Bourgoin-Jallieu                        | Isère        | 29 577                    |
| 017 | Fontaine                                | Isère        | 22 891                    |
| 018 | Voiron                                  | Isère        | 20 891                    |
| 019 | Bourg-lès-Valence                       | Drôme        | 19 581                    |
| 020 | Saint-Fons                              | Rhône        | 19 360                    |
| 033 | Briançon                                | Hautes-Alpes | 10 561                    |
| 042 | Crest                                   | Drôme        | 8 756                     |
| 066 | Embrun                                  | Hautes-Alpes | 6 404                     |
| 095 | Die                                     | Drôme        | 4 803                     |

## Tourisme

### Le parc national des Écrins
Le parc national des Écrins a été officiellement créé en 1973 sous l’impulsion d’alpinistes, d’associations naturalistes et du Club alpin français. Organisé en secteurs, le parc s’appuie sur des équipes de terrain chargées de la gestion et de l’animation quotidienne de ce vaste territoire. Le parc bénéficie d'un réseau de près de 700 kilomètres de sentiers et de 109 passerelles ou ponts. Il est géré par un établissement public qui dépend du ministère de l'Écologie. Entre Gap, Grenoble et Briançon, le parc national des Écrins a pour partie centrale le massif des Écrins et est délimité approximativement par les vallées de la Romanche au nord, de la Guisane et de la Durance à l'est et au sud, du Drac à l'ouest. Ces cours d'eau collectent les eaux des rivières et torrents du massif des Écrins, constituant autant de vallées dont ils poursuivent le travail de creusement et d'érosion.

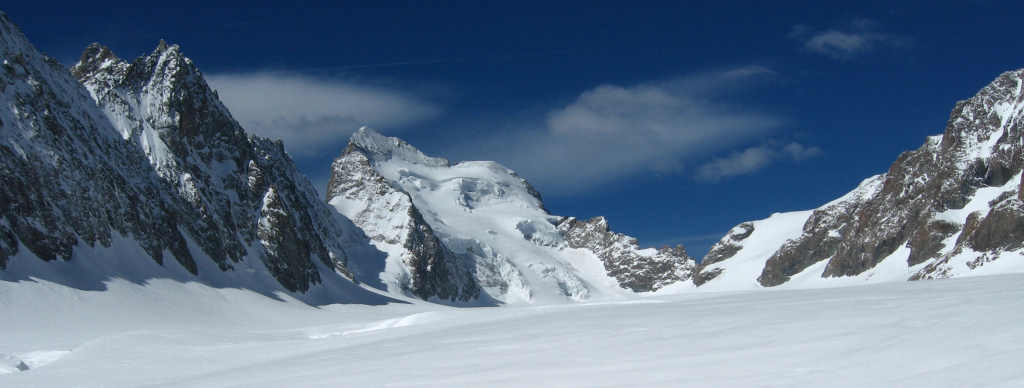
La barre des Écrins et le glacier Blanc.

C'est un territoire de haute montagne dont la succession des principaux sommets structure l’ensemble du massif selon une architecture complexe qui culmine à 4 102 mètres à la barre des Écrins.
On peut distinguer :
- une partie nord : Rateau, Soreiller, La Meije, Grande Ruine ;
- une partie est : Écrins, Ailefroide, Pelvoux ;
- une partie sud : Muzelle, Olan, Bans, Le Sirac, sur laquelle s'appuient les massifs moins élevés du Champsaur et de l'Embrunais.

Au total, plus de 150 sommets dépassent « 3 000 m », pour des fonds de vallée avoisinant les 1 000 m. Les glaciers, encore bien présents (10 000 hectares), ont laissé dans le paysage de très nombreuses traces de leurs débordements anciens. Les roches sédimentaires (calcaires, schistes, grès), qui prédominent au sud-est du territoire et ont recouvert le socle ancien, ont facilité l'ouverture de larges vallées, tandis qu'au nord et à l'ouest les roches cristallines et métamorphiques (granite, gneiss…) ont résisté aux burins successifs des glaciers et torrents, dessinant des profils en auge caractéristiques où successions de verrous et surcreusements accroissent encore l'aspect abrupt des versants.

### Les parcs régionaux
L'ancienne province du Dauphiné héberge le territoire de plusieurs parcs naturels régionaux, le parc naturel régional de Chartreuse, le Parc naturel régional du Vercors et le parc naturel régional des Baronnies provençales (partiellement).

### Les sept merveilles du Dauphiné
Il s'agit de curiosités naturelles de la géologie alpine, tels que le Mont Aiguille, la Fontaine ardente, la Pierre Percée, les Grottes de la Balme ou les Cuves de Sassenage, ou de constructions anciennes telles que la tour sans Venin et le pont Lesdiguières. Ces « merveilles » sont toutes encore visibles en 2022 et certaines d'entre elles (les grottes) sont soumises à des visites payantes. Elles sont toutes situées dans le département français de l'Isère et donc dans l'ancienne province du Dauphiné.

## Devise
La devise « Dauphiné en avant » est attestée au moins depuis la fin du XIXe siècle.
Selon le livre de géographie aux éditions Delagrave en 1936 :

« On vante beaucoup le caractère du Dauphinois, avec sa profondeur, sa ténacité, sa finesse ; plus calme que le provençal, au lieu de s'emporter, il réfléchit. On connaît d'ailleurs le dicton : fin, rusé, courtois, le Dauphinois sent venir le vent et connaît la couleur de la brise. »

## Culture

### Patrimoine et tradition orales

#### Langues

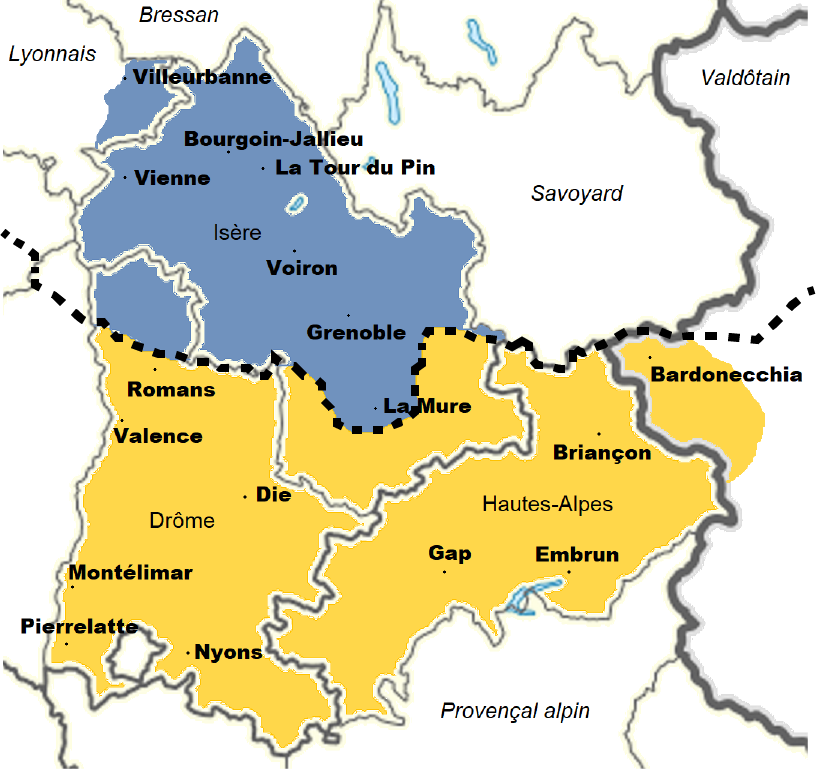
Carte linguistique du Dauphiné : * Bleu : Dauphinois arpitan. * Jaune : Dauphinois occitan. * Ligne en tirets : Frontière entre arpitan et occitan. * Noms en italiques : Dialectes arpitans et occitans extérieurs et voisins du Dauphiné.

Le Dauphiné est partagé en deux grandes zones linguistiques, celle de l'arpitan ou franco-provençal au nord et celle de l'occitan ou langue d'oc au sud. Le terme dauphinois peut ainsi faire référence aux deux parlers mais il s'applique généralement aux parlers arpitans du Dauphiné.
La première zone linguistique est située au nord. Il s'agit de celle du dauphinois, un dialecte de l'arpitan et qui est parlé de Villeurbanne jusqu'à Laffrey en passant par Vienne et Grenoble.
La moitié sud du Dauphiné est de langue occitane et plus précisément de dialecte vivaro-alpin, parler parfois également nommé provençal alpin. Son aire géographique s'étend de Romans à Bardonnèche en Italie et de Pierrelatte jusqu'à La Mure et Briançon.

#### Légendes et superstitions

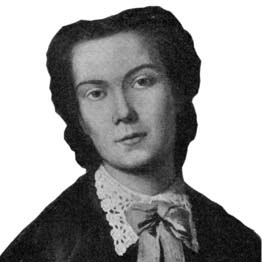
Louise Drevet.

De nombreux contes et légendes se sont racontées devant la cheminée des fermes par les anciens paysans du Dauphiné dans ce qui reste une tradition essentiellement orale. la plupart de ces récits textes sont connus grâce aux ouvrages de la romancière dauphinoise Louise Drevet, grande spécialiste de l'histoire régionale du Dauphiné.
Un autre spécialiste du folklore et des anciennes traditions françaises, l'ethnologue Charles Joisten (1936-1981), ancien conservateur du Musée dauphinois, après avoir découvert les ouvrages d'Arnold van Gennep sur les traditions du Dauphiné et des Hautes-Alpes, s'est penché sur les superstitions des campagnes dauphinoises. Il est l'auteur d'un ouvrage notable consacré aux légendes locales, fruits d'une recherche longue et minutieuse et qui relate, parmi les autres légendes, le bestiaire fantastique des territoires de l'Isère sans oublier les Terres froides, l'Isle Crémieu, la plaine de Bièvre, le Grésivaudan et les grands alpages du Vercors et de la Chartreuse.
Plus récemment, Éric Tasset, auteur d'ouvrages sur l'histoire et le folklore du Dauphiné, a publié Les plus belles légendes de l'histoire du Dauphiné (2000), qui rassemble de nombreuses légendes et récits de la région, parmi lesquels le passage par les Alpes d'Hannibal, les origines de la Pierre Percée, César et la Manne de Briançon, le partage du lac de Laffrey, le dernier dragon du Dauphiné (Fontaine ardente), les aventures de Roland, de Mandrin, de Bayard et de Philice de la Charce, la Tarasque, les ogres du Dauphiné, l'histoire de Mélusine ou encre les nymphes du Mont Aiguille, etc..

### Religion
Jusqu'à la Révolution Française, le territoire du Dauphiné était réparti entre 6 provinces ecclésiastiques, dont deux avaient leur métropole en Dauphiné (Embrun et Vienne) :
- Province d'Aix : partie des diocèses de Gap et Sisteron ;
- Province d'Arles : partie des diocèses d'Orange, Saint-Paul-Trois-Châteaux et Vaison ;
- Province de Besançon : partie du diocèse de Belley ;
- Province d'Embrun : partie du diocèse d'Embrun ;
- Province de Lyon : partie du diocèse de Lyon ;
- Province de Vienne : diocèse de Die et partie des diocèses de Grenoble, Valence, Vienne et Viviers.

Par ailleurs, les portions de territoire acquises aux dépens de l'Italie par les communes de Montgenèvre et Névache lors du traité de Paris ratifié en 1947 relevaient précédemment de paroisses comprises dans le diocèse de Suse, suffragant de Turin.

### Gastronomie

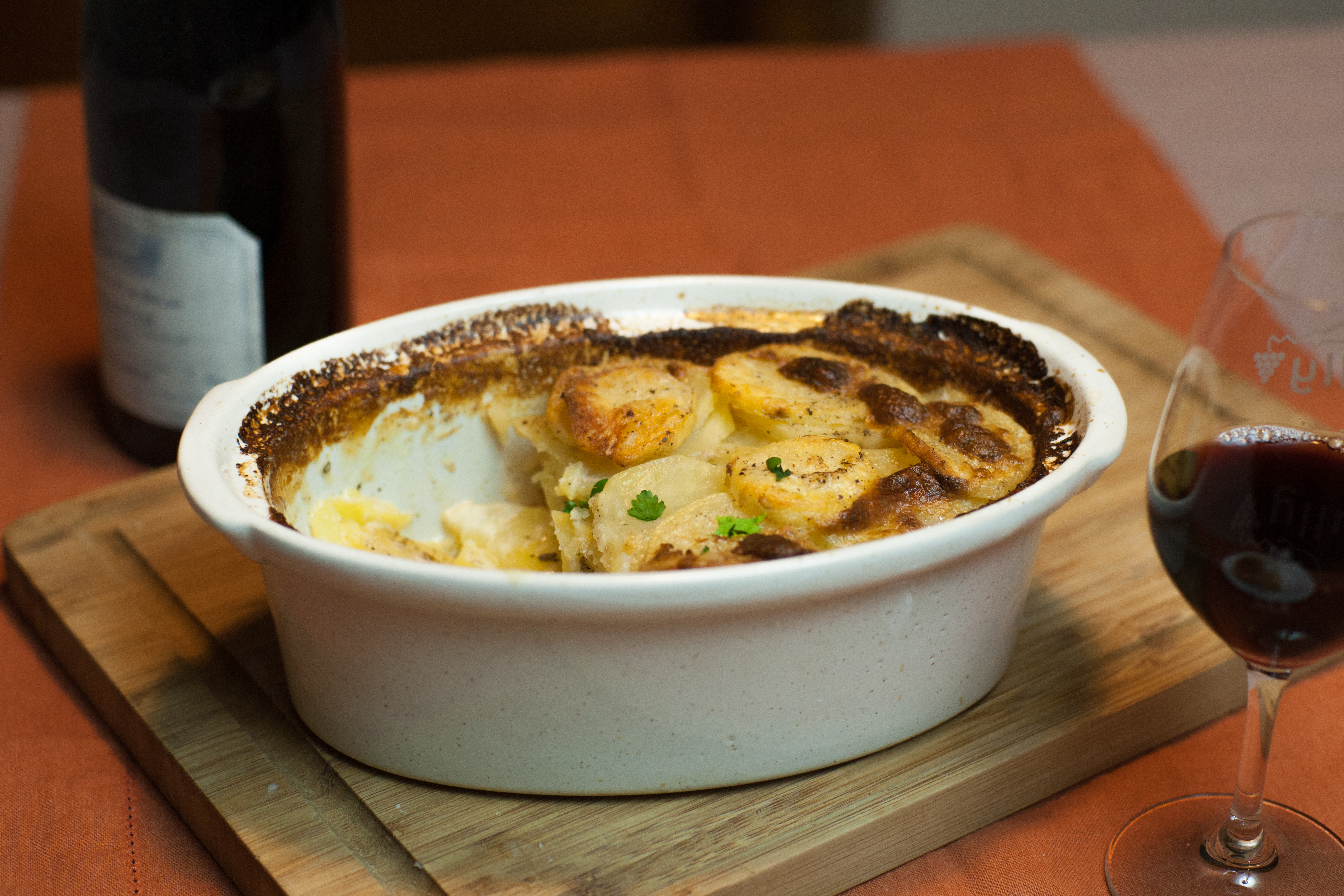
Un gratin dauphinois.

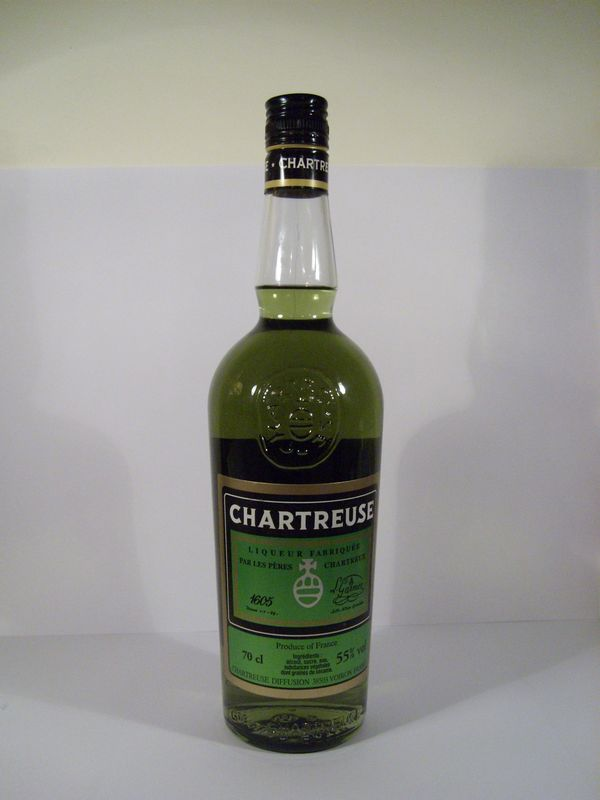
Chartreuse verte.

Le Dauphiné est réputé pour certaines spécialités culinaires :
- le gratin dauphinois
- le Murson matheysin
- la tourte de viande
- les pommes dauphines
- la pogne de Romans
- les lunettes de Romans
- le saint-marcellin
- le saint-félicien
- le picodon
- la raviole du Dauphiné
- le bleu du Vercors-Sassenage
- le nougat de Montélimar
- la pétafine
- le foudjou
- les tourtons
- les oreilles d'âne
- la raviole du Champsaur
- la défarde crestoise
- la caillette de Chabeuil
- les œufs à la Monteynard
- les bugnes

et pour ses produits du terroir :
- les vins de Vienne
- les vins des Hautes-Alpes
- la noix de Grenoble[N 2]
- l'agneau de Savournon
- l’huile d'olive de Nyons
- les Coteaux-du-Tricastin
- la clairette de Die
- La Chartreuse (verte, jaune, etc.)
- le crozes-hermitage
- l'hermitage

#### La mondée
Les soirées de mondées sont encore populaires en Dauphiné et consistent à effectuer une soirée de veillée tout en mondant les noix, c'est-à-dire de débarrasser les noix de leur coque rigide afin d'en extraire les cerneaux.

### Festival International de Folklore «Cultures et Traditions du Monde»
Depuis 1977, Empi et Riaume (groupe d'arts et tradition du Dauphiné et du Vivarais) organise le Festival International de Folklore « Cultures et Traditions du Monde », qui réunit chaque année, durant la première quinzaine de juillet, des groupes traditionnels venus du monde entier, à Romans-sur-Isère. L'événement, reconnu par le CIOFF mobilise de nombreux bénévoles durant toute l'année et attire des milliers de spectateurs venus de toute la France.

### Costumes traditionnels

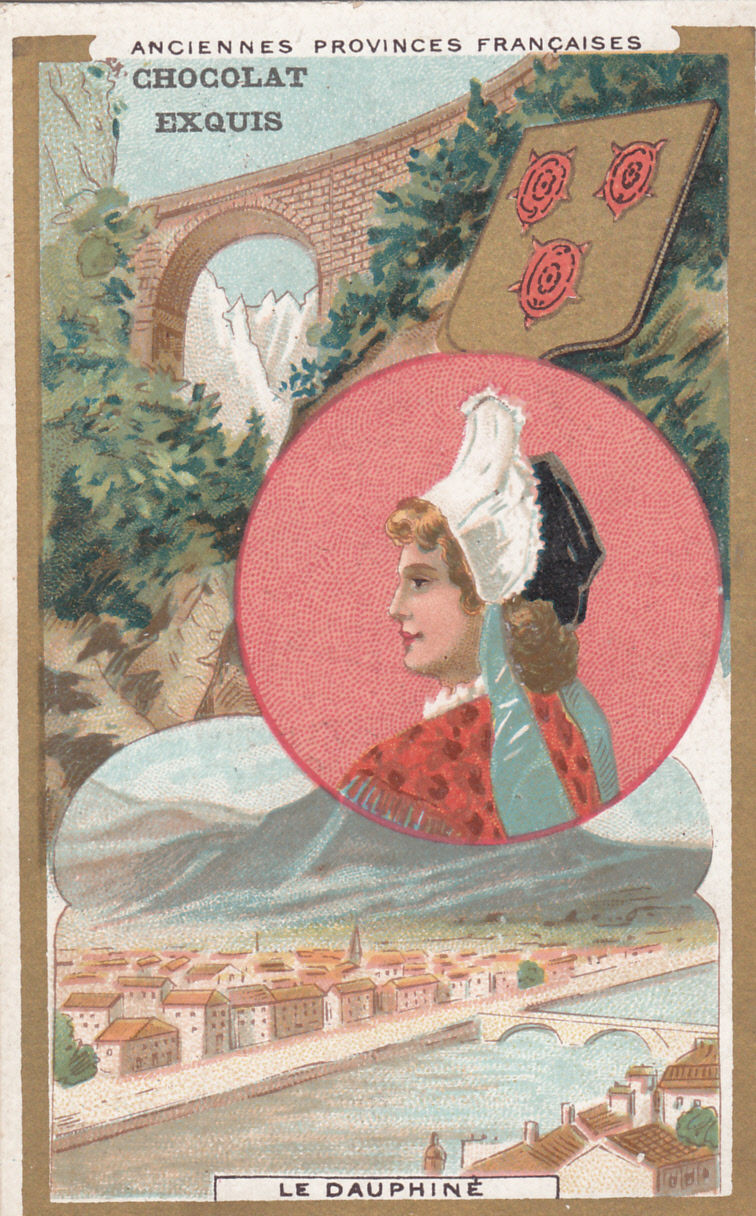
Coiffe du Dauphiné.

Durant l'Ancien Régime, les toilettes des femmes sont généralement assez uniforme dans tout la province et seule la coiffe fut différente dans chaque région et
les fit distinguer les unes des autres. Les caractéristiques de la tenue sont le port d'une jupe longue et ample de couleur unie, un petit corsage à manches longues, un mouchoir ou châle de tissu de couleur, des bas de laine blanche ou brune et des souliers plats ou des galoches. Les hommes, quant à eux, portent longue veste non boutonnée, descendant jusqu'à mi-cuisse, un chapeau « lampion » ou « clabaud » mais aussi un bonnet de laine, généralement de couleur rouge et sur lequel, les jours de fêtes, ils posaient leur chapeau.

### Arts et musiques folkloriques

#### Le rigaudon
Cette danse orthographié « rigodon » ou « rigaudon » est une danse folklorique du Dauphiné, pratiqué dans la région. Une association, située à Saint-Jean-de-Soudain, dénommée Le Folk des Terres Froides perpétue sa mémoire en organisant des bals au niveau local. Les groupes folkloriques Sarreloups, créé en 1978 et situé à Têche,, et Cru de Paille, créé en 1981 à Montseveroux, participent dans le sud Grésivaudan et dans le Bas-Dauphiné à la perpétuation des costumes et danses locales. Le chibrelli, type danse connue en Bresse et en Franche-Comté est également connue dans les Terres froides, l'une d'entre-elles portant le nom de la région.

#### Le bacchu-ber
Le hameau de Pont-de-Cervières, situé à la sortie de Briançon, en direction de l'Izoard, accueille une fois par an, le 16 août, la danse traditionnelle du « bacchu-ber », exécutée par des hommes portant des épées ; cette danse n'existe plus que dans ce village.

### Foires et marchés traditionnels
- La foire de Beaucroissant est une foire agricole biannuelle qui se tient dans la commune de Beaucroissant, aux confins de Terres froides. Ses origines remontent officiellement à l'an 1219[46].
- La foire de la Saint Martin est à l'origine une foire agricole dont la première édition a eu lieu en 1356 à Voiron. Elle se présente là aussi essentiellement, sous la forme d'une vaste fête foraine et se déroule les 10 et 11 novembre de chaque année.
- La foire des Rameaux, organisée sur l'Esplanade de Grenoble, a été créée par le conseil de la ville en 1780 et se présente actuellement comme une vaste fête foraine se déroulant durant la période des vacances de Pâques.

### Races domestiques originaires du Dauphiné
- Âne de Provence
- Cheval du Vercors de Barraquand
- Grise du Vercors
- Grivette
- Porc de Bourdeaux ou drômois
- Préalpes du Sud
- Villard-de-lans
- Volailles de la Drôme

### Autres usages dans la culture populaire

#### Activités sportives
Le Critérium du Dauphiné est une compétition cycliste par étapes, créée par Georges Cazeneuve en 1947. Elle doit son nom au journal régional qui était distribué dans tous les départements de l'ancienne province et se dénommait à son origine, le « Critérium du Dauphiné libéré ». Dès ses débuts, cette compétition qui attire les meilleurs cyclistes français, sort du cadre de l'ancienne province car les coureurs devront emprunter les routes de Savoie et de la Suisse.

#### Presse écrite
Le Dauphiné libéré est un quotidien dont le siège est à Grenoble, et qui est diffusé dans une partie de la région Rhône-Alpes (le Pays de Gex dans l'Ain, l'Ardèche, la Drôme, l'Isère, la Savoie, la Haute-Savoie) ainsi que dans le nord de la région Provence-Alpes-Côte d'Azur (Hautes-Alpes, Avignon et Comtat dans le Vaucluse et Vallée de l'Ubaye dans les Alpes-de-Haute-Provence).

#### Transport
Autrefois, la Compagnie du Dauphiné (ex-Compagnie du chemin de fer de Saint-Rambert à Rives) exploitait la ligne de chemin de fer de Saint-Rambert-d'Albon à Rives, puis à Grenoble. Cette Compagnie fut rachetée par le PLM, puis reprise par la SNCF. C'était la première ligne de chemin de fer menant à Grenoble, la capitale du Dauphiné.